# Chrysler New Yorker
Der Chrysler New Yorker war ein vom US-amerikanischen Automobilhersteller Chrysler von 1939 bis 1996 angebotenes PKW-Modell.
In der Regel wurde das jeweilige Chrysler-Oberklassemodell mit dem Namen New Yorker benannt, darüber rangierten noch der Chrysler Imperial, der allerdings von 1955 bis 1975 mit der Bezeichnung Imperial als eigene Konzernmarke firmierte, und der Chrysler Fifth Avenue.
Der Name New Yorker war eine der langlebigsten Modellbezeichnungen der US-Automobilgeschichte; fast sechs Jahrzehnte lang blieb er ununterbrochen in Gebrauch.

## New Yorker, 1939
Der erste Chrysler New Yorker war der Nachfolger des Imperial-Sondermodells New York Special. Wie seine Schwestermodelle Imperial und Saratoga ruhte er auf einem Chassis mit 3175 mm Radstand. Wie bei allen Chrysler-Modellen dieses Jahrgangs waren erstmals die Scheinwerfer in die vorderen Kotflügel integriert und zwischen ihnen erstreckte sich ein breiter Kühlergrill mit schmalen, vertikalen Chromstäben („Wasserfallgrill“). Darüber baute sich wie ein Schiffsbug die Motorverkleidung auf, die noch mit zwei in der Mitte angeschlagenen Motorhauben versehen war. Die hinteren Radausschnitte waren verkleidet.
Die vier erhältlichen Karosserien (Coupé, Club-Coupé und Victoria-Coupé mit je zwei Türen; Limousine mit vier Türen) waren sparsamer mit Chrom ausgestattet als der Imperial, hatten aber eine bessere Innenausstattung als der Saratoga.
Zusammen mit den Imperial- und Saratoga-Modellen entstanden in diesem Jahr 12.001 Exemplare.

## New Yorker, 1940
Wiederum teilte der New Yorker das auf 3264 mm verlängerte Chassis und die erstarkten Reihenachtzylindermotoren mit dem Saratoga. Neu dazu waren allerdings die Modelle Traveller und Highlander mit den gleichen technischen Details gekommen.
Der New Yorker war in diesem Jahr (mit Ausnahme des selten gebauten, großen Crown Imperial) das Spitzenmodell von Chrysler. Zu den vier Aufbauversionen des Vorjahres waren noch ein zweitüriges Cabriolet und ein „formelle“ Limousine (mit versenkbarer Trennscheibe zwischen Fahrersitz und Fond) gekommen. Die Fahrzeugfront zeigte sich etwas geglättet.
Von allen vier Modellreihen entstanden in diesem Modelljahr 17.600 Exemplare.

## New Yorker, 1941–1942

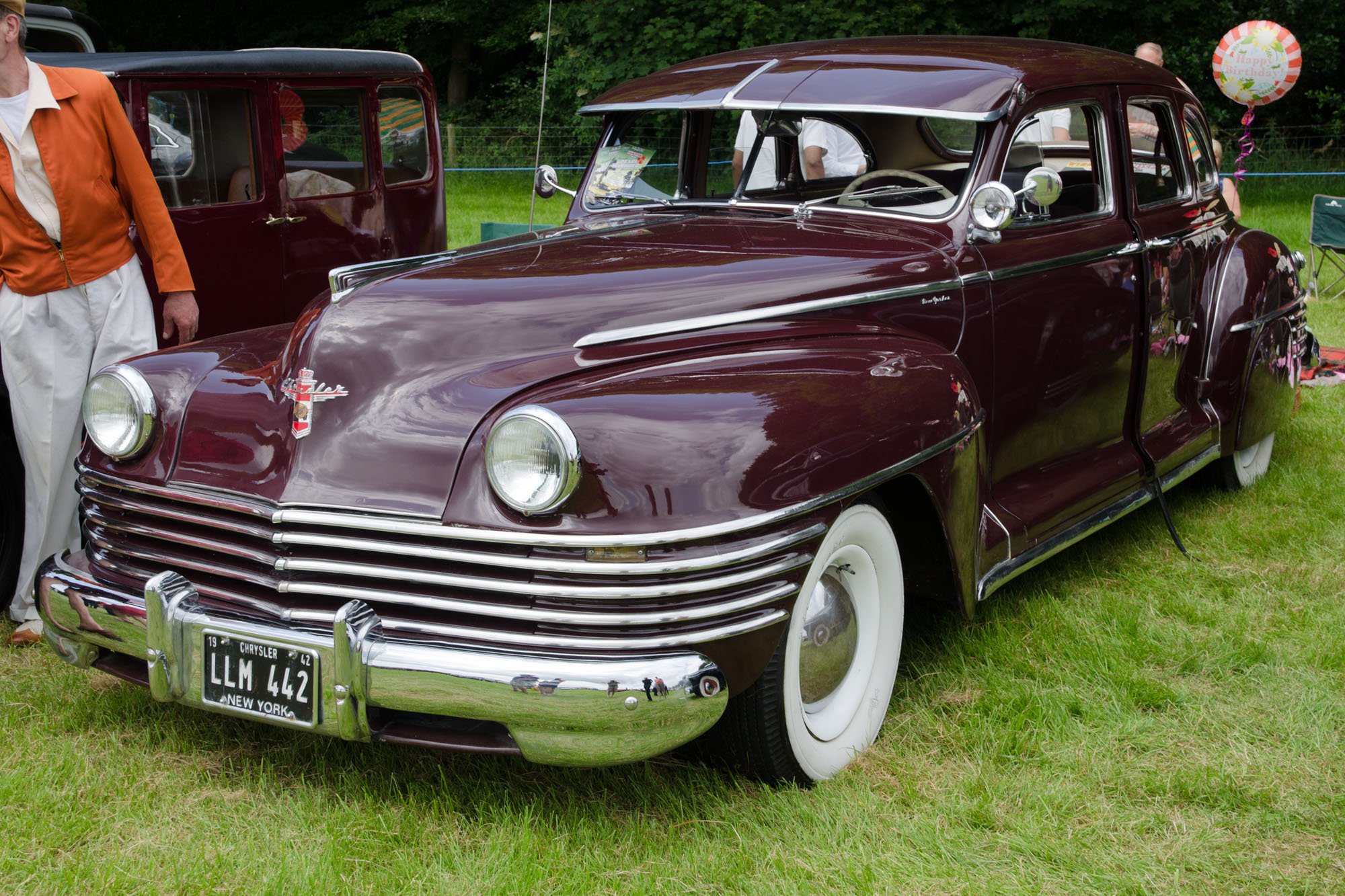
1942 Sedan

Neben dem New Yorker gab es auf dem wieder um 1″ auf 3239 mm Radstand verkürzten Chassis den Saratoga (1941–1942) und den Highlander (1941). Neben den bekannten Aufbauten kam 1942 noch ein einzelnes Exemplar eines fünftürigen Kombiwagens mit seitlichen Holzimitatverkleidungen unter dem Namen „Town & Country“ dazu.
Während die 1941er-Modelle im Wesentlichen dekorativ den Vorjahresmodellen entsprachen, zogen sich 1942 die horizontalen Chromstäbe des Kühlergrills um die Fahrzeugecken herum bis zu den vorderen Radausschnitten. Am Fahrzeugheck zeigte sich ein ähnliches Design.
Von allen drei Modellreihen entstanden 24.301 Exemplare im Modelljahr 1941.
Die zwei verbleibenden Modellreihen im wegen Kriegseinwirkung verkürzten Modelljahr 1942 brachten es auf 12.145 Stück, davon 10.549 New Yorker.

## New Yorker, 1946–1948
Auch nach Wiederaufnahme der Nachkriegsproduktion war der New Yorker das Spitzenmodell unter den Chrysler-Modellen, vom Imperial abgesehen. Im Gegensatz zu den Modellen Royal und Windsor ruhte der New Yorker auf einem Chassis mit einem Radstand von 3239 mm.
Von den preiswerteren Modellen unterschied er sich durch eine gehobenere Innenausstattung und den 5,3-Liter-Reihenachtzylinder, der auch im Chrysler Saratoga Verwendung fand. Im Angebot waren Coupé-Versionen mit 3 oder 6 Sitzen, Cabriolets, zwei- und viertürige Limousinen sowie Viertürer und Cabrios in Town & Country-Version mit Echtholzbeplankung an den Seiten.
1947 entfielen die Town & Country-Limousinen, ab April 1947 waren gegen Aufpreis Weißwandreifen lieferbar.
Die Produktion der gegenüber dem Vorjahr unveränderten Modellreihe 1948 wurde bis Dezember 1948 fortgesetzt, da das Nachfolgemodell noch nicht produktionsreif war.
Vom New Yorker der frühen Nachkriegsjahre entstanden insgesamt rund 75.000 Exemplare, darunter 8375 Town & Country-Ausführungen.

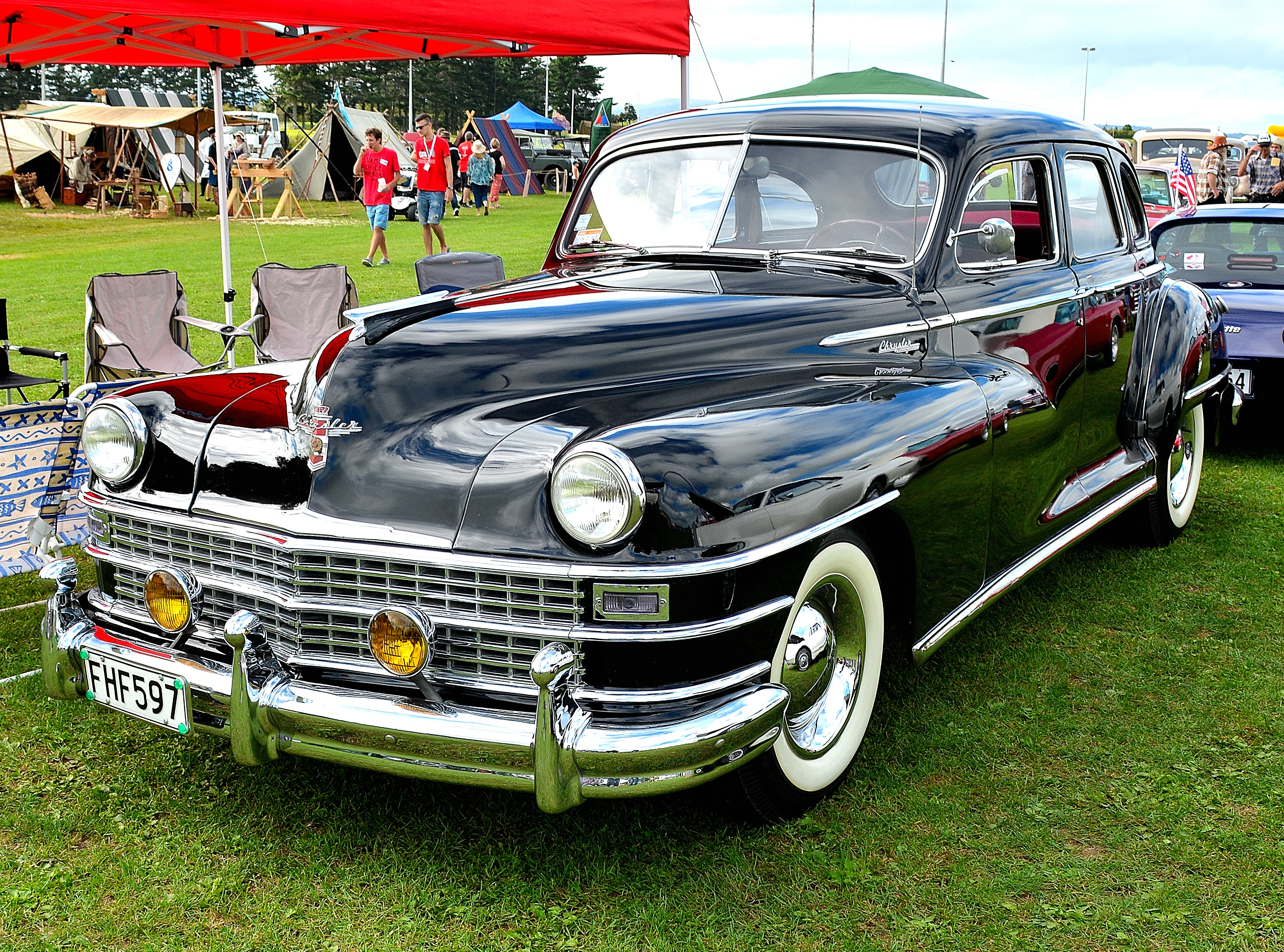
1948 Sedan

## New Yorker, 1948–1953
Ende 1948 präsentierte Chrysler einen vollständig neuen New Yorker mit einem um 10 cm verlängerten Radstand, weiterhin angetrieben von dem aus dem Jahr 1930 datierenden 5,3-Liter-Reihenachtzylinder. Das Modellangebot beschränkte sich auf ein sechssitziges Coupé, eine viertürige Limousine und ein Cabriolet, das es auch wieder als Town & Country-Modell mit Holzverkleidungen an den Flanken gab.
Zum Modelljahr 1950 lancierte Chrysler ein Hardtop-Coupé, das erste des Konzerns, den New Yorker Newport, den es in einer Normalausführung und als Town & Country-Version gab; das Cabriolet mit Holzverkleidungen fiel aus dem Angebot.
1951 wich der Reihen-Achtzylinder einem hochmodernen 5,4-Liter-V8 mit einer Kompression von 7,5 : 1, der auf Grund seiner hemisphärisch geformten Brennräume den inoffiziellen Beinamen Hemi trug; offiziell hieß er FirePower-V8 und leistete 180 brutto SAE-HP. Er war bestückt mit einem Carter Zweifach-Vergaser. Testberichten zufolge erreichte der Wagen eine Höchstgeschwindigkeit von 106 mph (170 km/h). In diesem Jahr durfte Chrysler am 30. Mai mit dem New Yorker das Pace Car beim Indianapolis 500 stellen. Serienmäßig war die erste Servolenkung, die es im Automobilbau gab. Der Kühlergrill trug mehr Chrom als zuvor, die Parkleuchten waren nun nicht mehr rund, sondern eckig und mit Chrom eingefasst. Der Name Town & Country charakterisierte jetzt den neuen fünftürigen New-Yorker-Kombi.
1952 wurde das Design der Heckleuchten geändert, das Coupé und der gerade erst eingeführte Kombi entfielen.
An den Modellen des Jahres 1953 wurde der Einfluss des 1949 engagierten Designers Virgil Exner erstmals bemerkbar. Er unterzog die bisherigen, sehr konservativ gestalteten und hoch bauenden Fahrzeuge einem grundlegenden Facelift, durch das sie in der Erscheinung moderner, flacher und breiter wirkten. Zugleich erhielten alle New Yorker-Modelle einen um 15 cm verkürzten Radstand (jetzt 3188 mm). Nachfolger des bisherigen Saratoga war die Basis-Version des New Yorker (Serie C56-1); der bisherige New Yorker mit der umfangreicheren Ausstattung hieß jetzt New Yorker Deluxe (Serie C56-2). Das Karosserieprogramm umfasste ein wieder in das Angebot aufgenommene Coupé, eine viertürige Limousine, ein Cabriolet (nur Deluxe), das Newport Hardtop-Coupé, einen fünftürigen Town & Country-Kombi (nur als Basisversion) und eine achtsitzige Limousine mit einem verlängerten Radstand von 3488 mm.
1954 folgten lediglich geringfügige Änderungen am Chromzierrat. Der Hemi-V8 wurde in der Leistung von 132 auf 143 kW (195 PS) gesteigert.

Vom New Yorker der zweiten Nachkriegsgeneration entstanden insgesamt knapp 240.000 Exemplare.

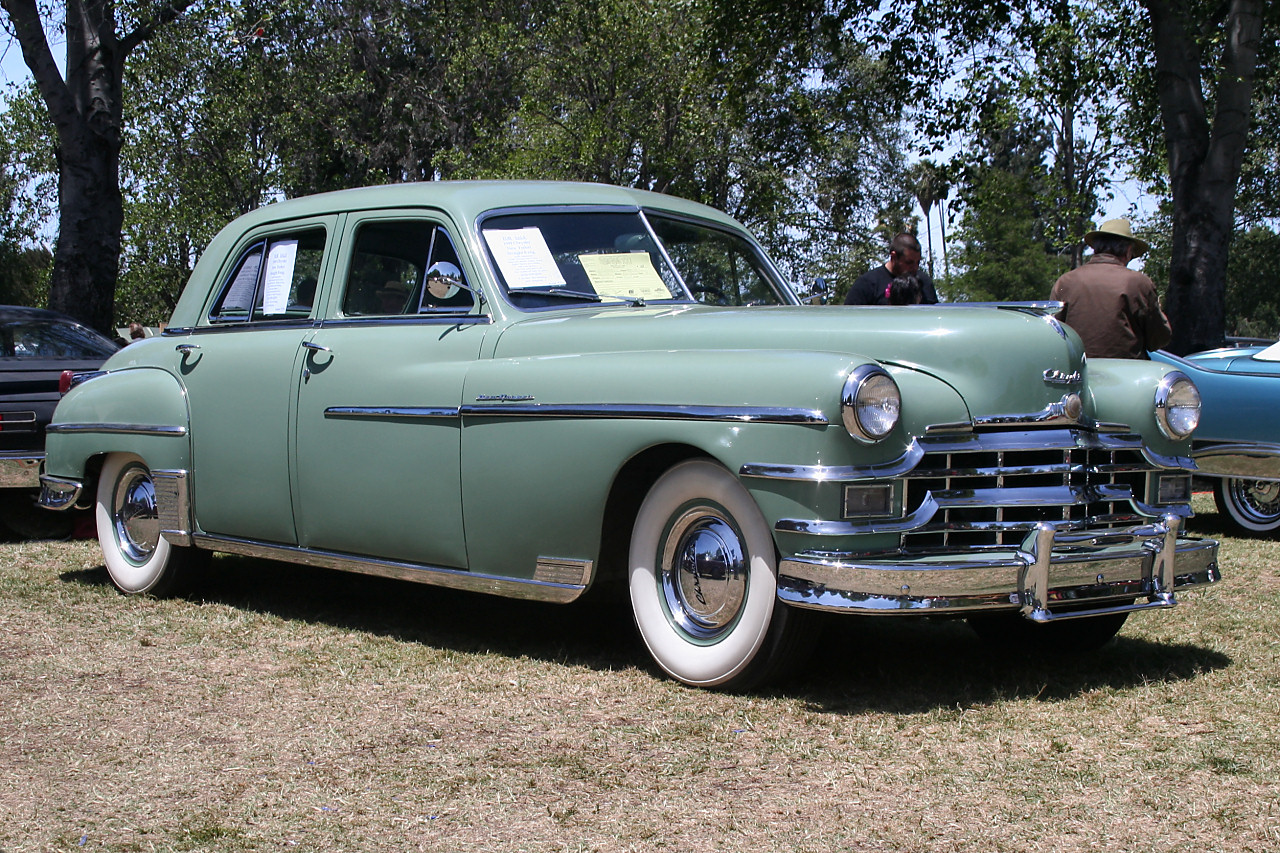
1949 Sedan
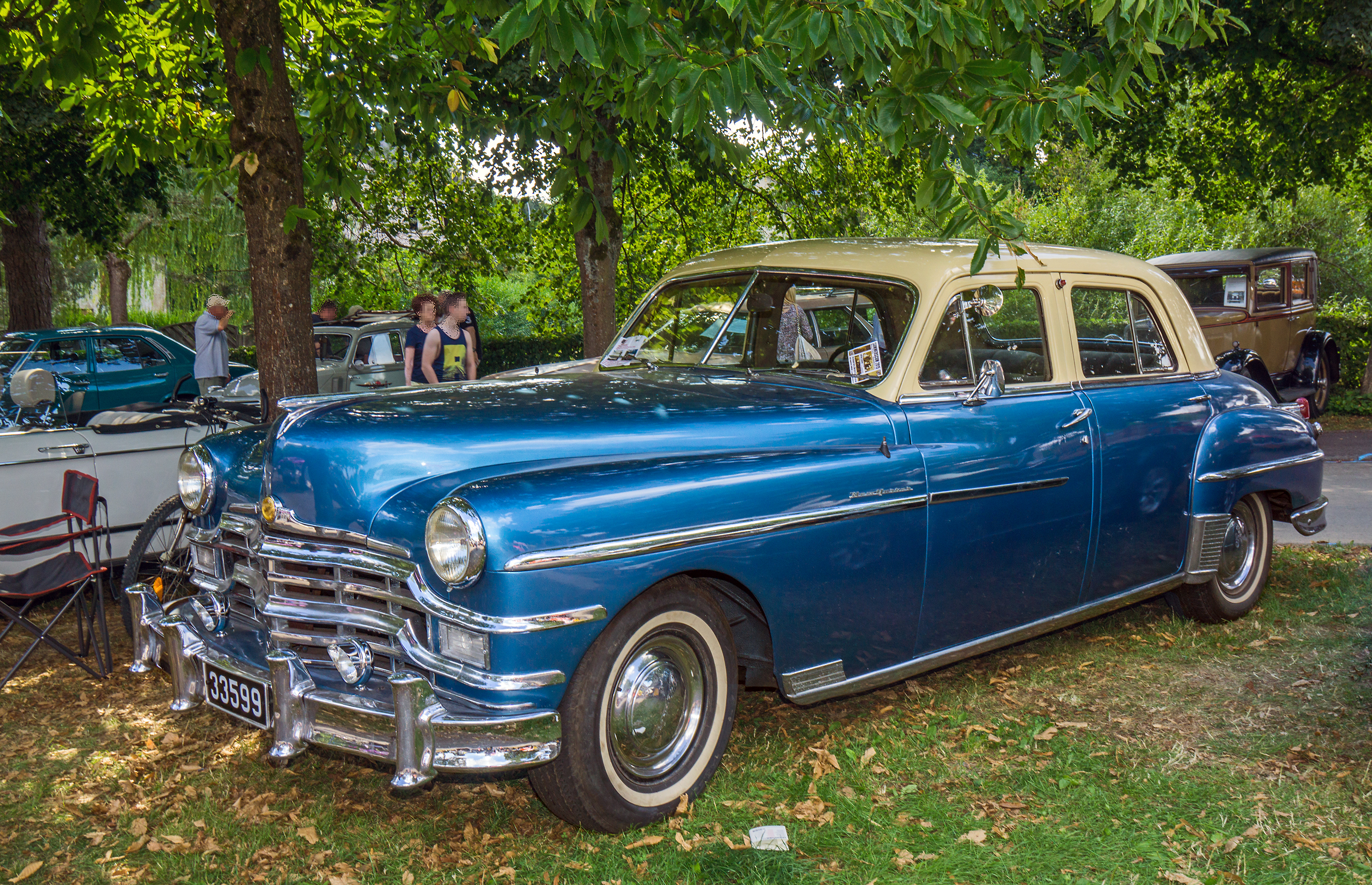
1950 Sedan
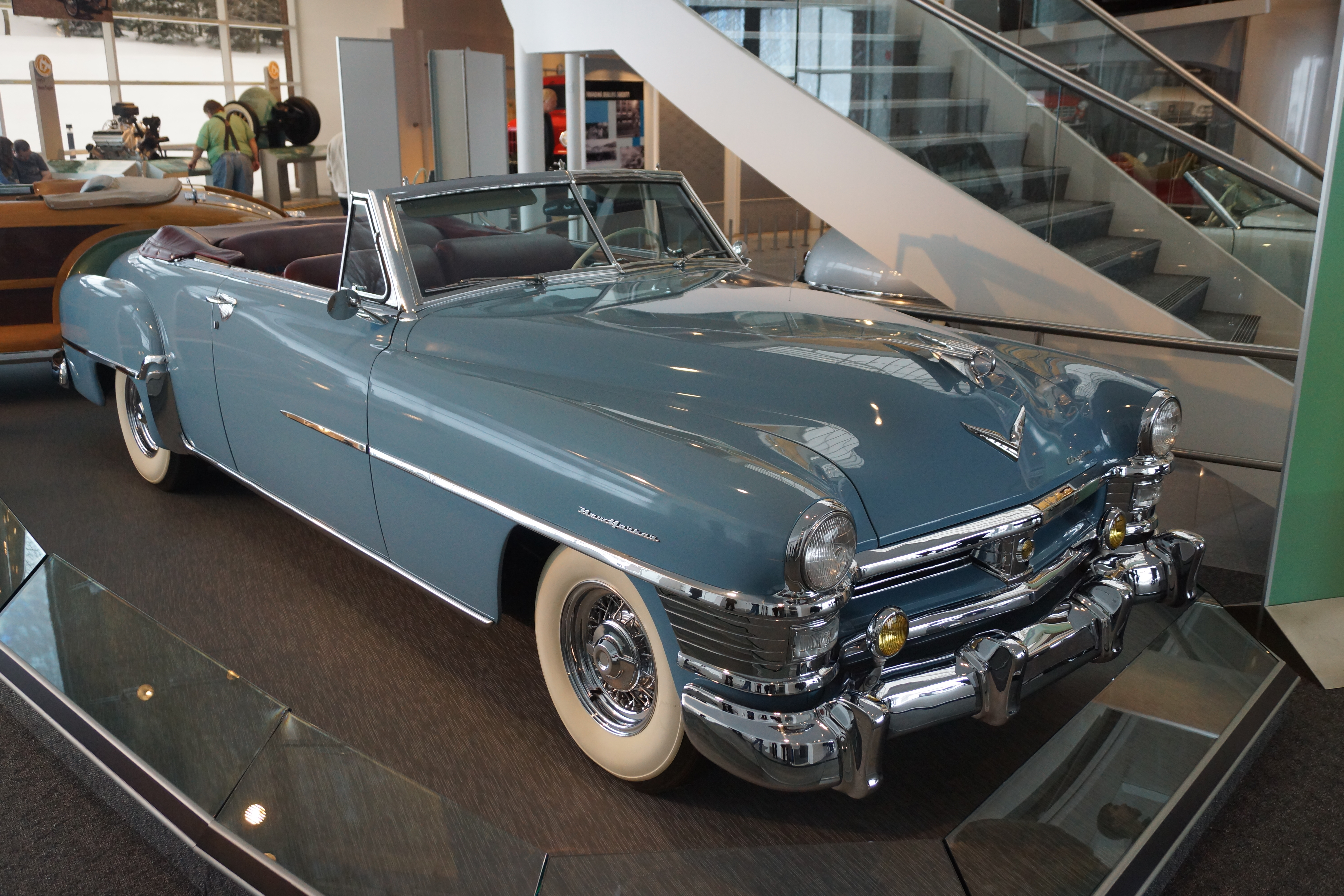
1951 Cabriolet

## New Yorker, 1954–1956
Im Herbst 1954 erschienen vollständig neue Chrysler-Modelle, deren Design aus der Feder von Virgil Exner sich an dessen Chrysler Imperial Parade Phaeton-Modell des Jahres 1952 anlehnte.
Die 1953 eingeführten Basismodelle entfielen wieder, lieferbar blieb der New Yorker Deluxe als Hardtop-Coupé in Newport- und St.-Regis-Ausführung, eine viertürige Limousine, ein Cabriolet und ein fünftüriger Town & Country-Kombi. Für den Antrieb sorgte der auf 184 kW (250 PS) gebrachte Hemi-V8 aus dem Vorgängermodell.
1956 entfiel die Zusatzbezeichnung Deluxe. Die Modelle erhielten ein leichtes Facelift mit geändertem, jetzt einteiligem Kühlergrill und neuen Stoßstangen. Das St.-Regis-Coupé erhielt anstelle der Zwei- eine Dreifarbenlackierung. Der Hemi-Motor wurde auf 5,8 Liter vergrößert und leistete in dieser Form 206 kW (280 PS). Der in der Mitte des Armaturenbretts angebrachte Wählhebel der 2-Gang Automatik (PowerFlite) wurde durch links vom Lenkrad angebrachte Drucktasten ersetzt.
Etwa in der Mitte des Modellbaujahres (Februar/März 1956) wurde die 3-Gang Automatik (TorqueFlite) eingeführt.

Von dieser New-Yorker-Serie wurden über 93.000 Exemplare gefertigt.

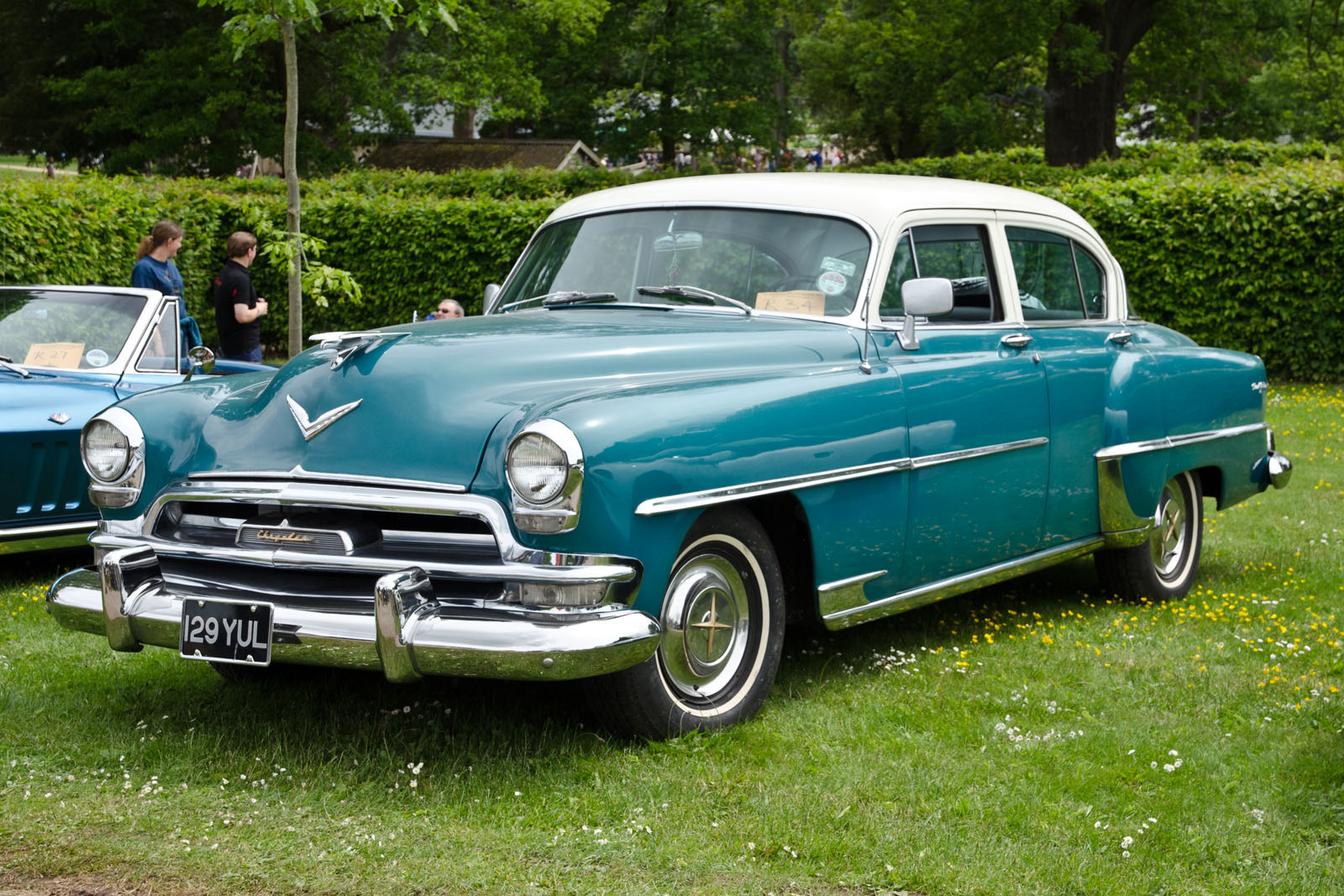
1954 Sedan
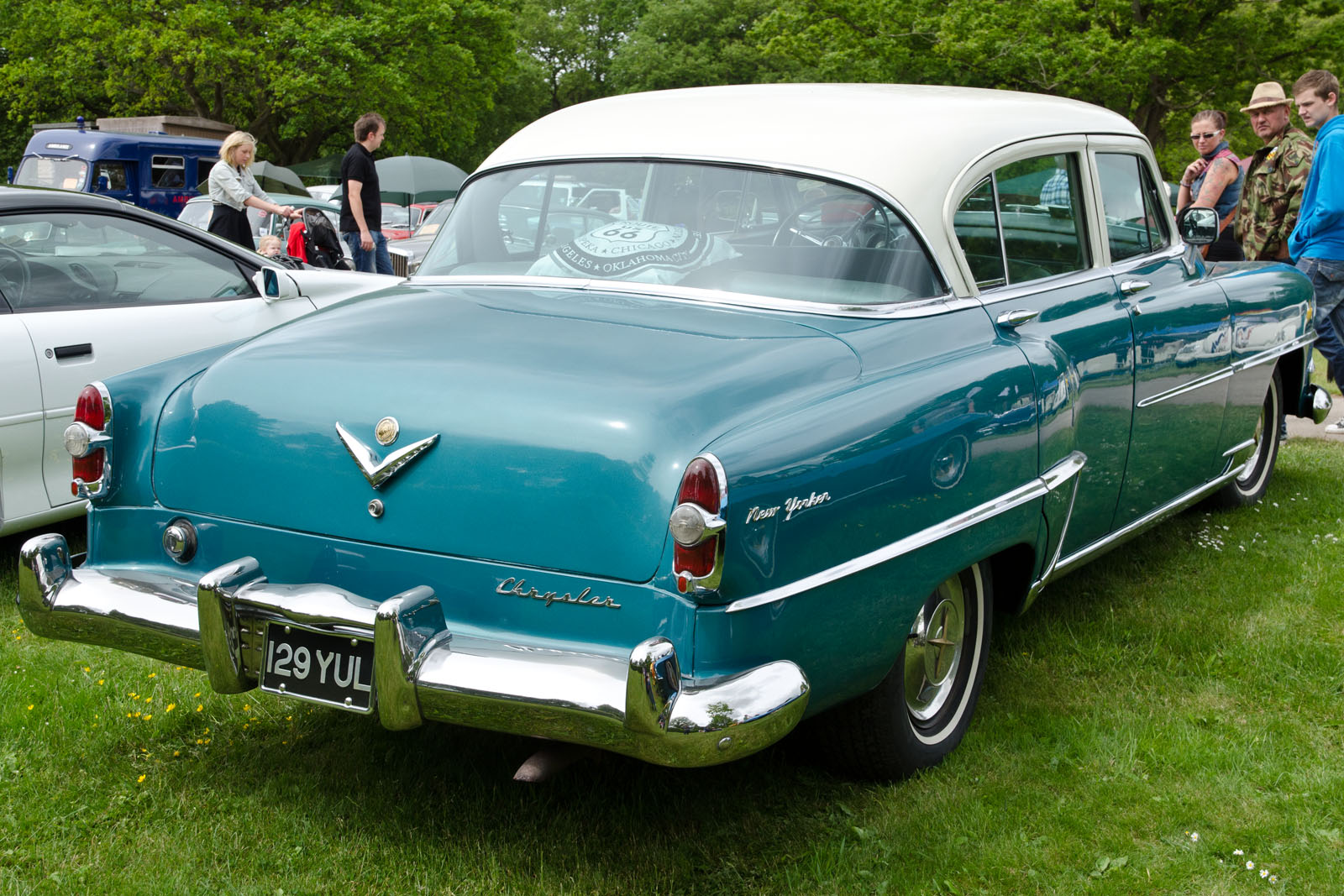
1954
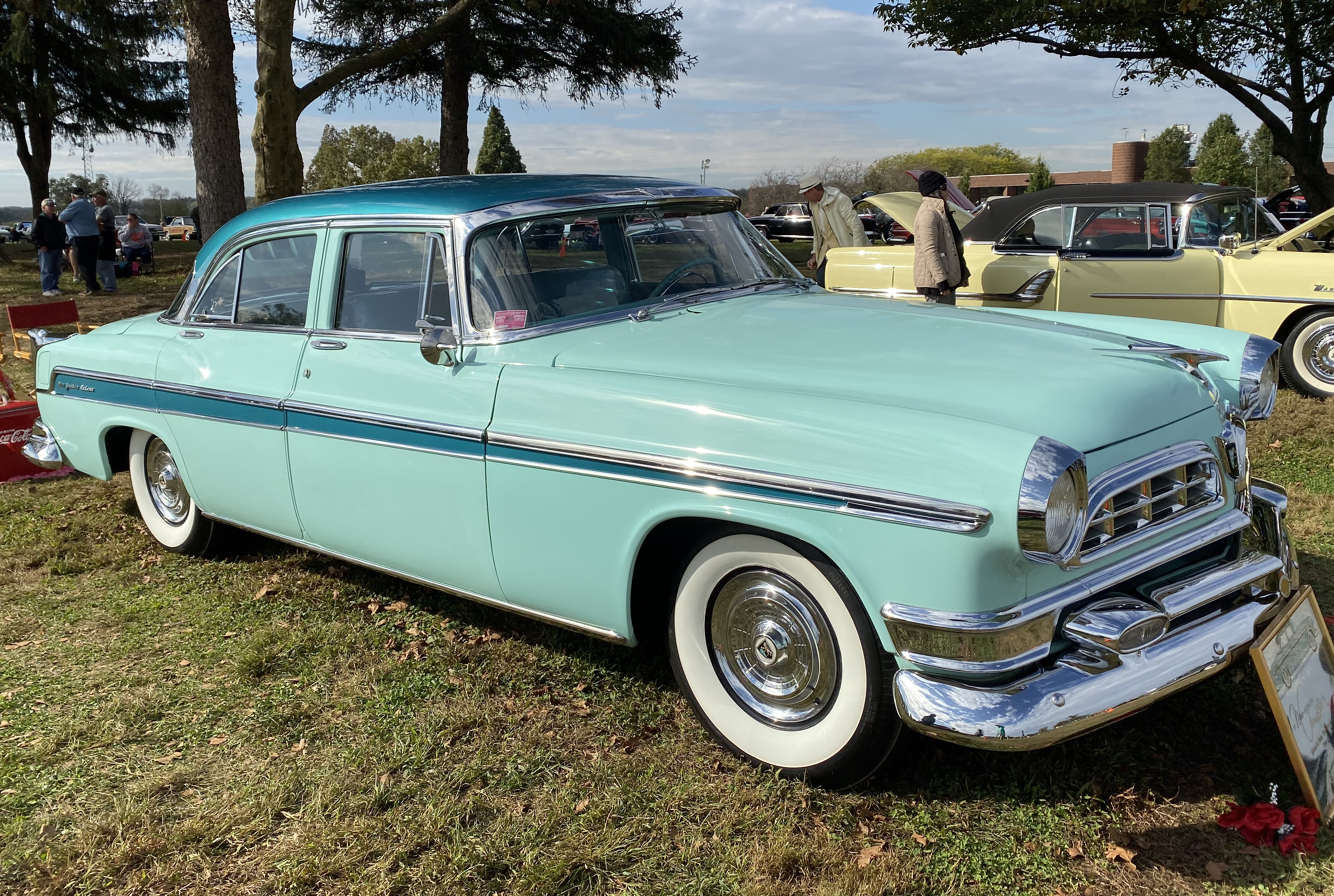
1955 Sedan
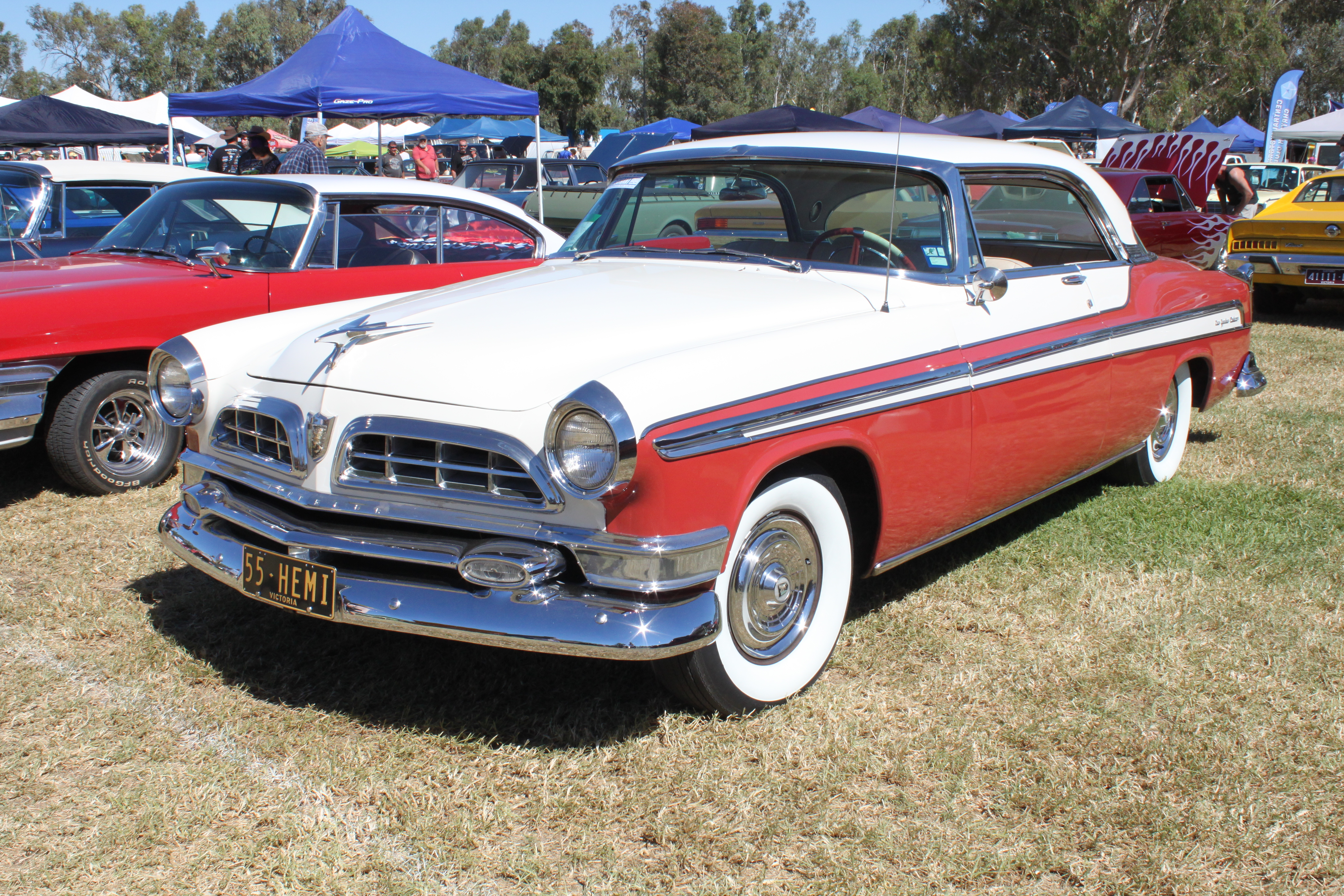
1955 Deluxe St. Regis Coupé
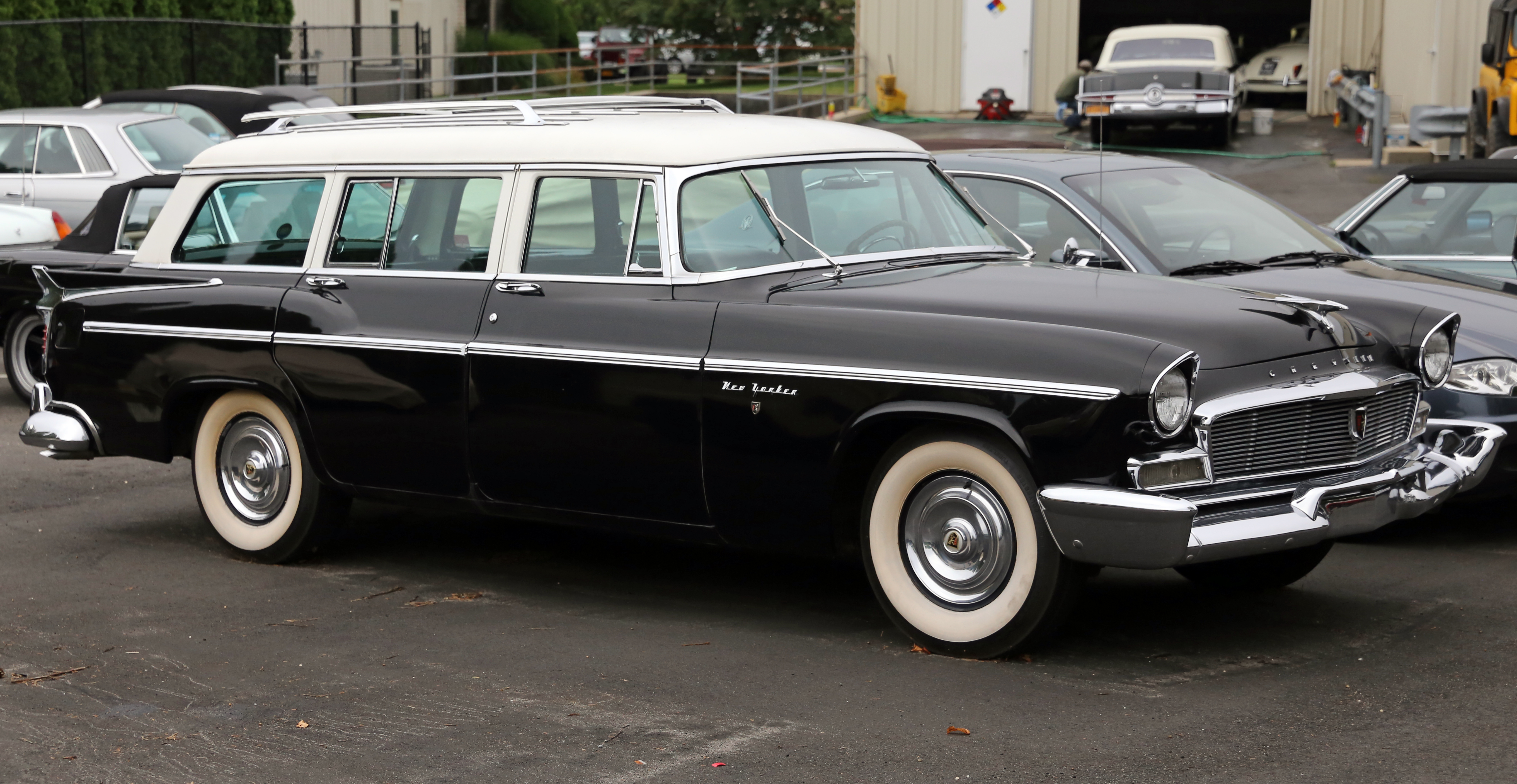
1956 Town & Country

## New Yorker, 1957–1962
Die New Yorker-Modelle des Modelljahres 1957 waren zwar nur minimal größer als die Vorgängermodelle, wirkten aber in ihrem flachen „Forward Look-Design“ von Virgil Exner wesentlich gestreckter. Die modischen Heckflossen waren, anders als bei der Konkurrenz, harmonisch in die Gesamtlinie der Karosserie integriert. Zu den Karosserievarianten Hardtop-Coupé, Limousine, Cabrio und Kombi kam neu eine pfostenlose viertürige Hardtop-Limousine hinzu. Der Hemi-V8 wurde aufgebohrt und im Hub verlängert und leistete jetzt 325 PS (239 kW) aus 6,4 Litern.
1958 gab es die üblichen Veränderungen an den Chromzierleisten, einen überarbeiteten Kühlergrill und neue Heckleuchten. Der 6,4-Liter leistete jetzt 345 PS (254 kW). Zu den neuen Extras gehörten ein Tempomat, drehbare Vordersitze, ein Plattenspieler und von innen verstellbare Außenspiegel.
1959 folgten weitere Änderungen an Grill und an den Stoßstangen. Der Hemi-V8 wurde durch einen neuen V8 der sogenannten B-Serie mit 6,8 Litern Hubraum und 350 PS (257 kW) ersetzt, der in der Herstellung preiswerter war.
1960 erfolgte ein größeres Facelift mit einem trapezförmigen Kühlergrill, schräg übereinander stehenden Doppelscheinwerfern und von der Gürtellinie emporwachsenden Heckflossen, an deren Enden bumerangförmige Heckleuchten saßen.
Zum Modelljahr 1961 wurden die Heckleuchten in das Abschlussblech verlegt, die Flossen waren nun mit Chromeinsätzen verkleidet.
Ab dem Jahr 1962 wurde bei Chrysler vollständig auf Heckflossen als Stilmittel verzichtet. Die Modellpalette wurde auf ein viertüriges Modell mit und ohne B-Säule reduziert sowie auf den nach wie vor Town & Country genannten Kombi. Das Hardtop-Coupé und das Cabriolet wurden in die neue Baureihe Chrysler 300 ausgelagert. Der 6,8-Liter verlor geringfügig an Leistung, die Leistung wurde mit 340 PS (250 kW) angegeben.
Von dieser New Yorker-Generation entstanden insgesamt gut 128.000 Exemplare.

### Technische Daten (1962)
| Motor                                       | 6.8                      |
| ------------------------------------------- | ------------------------ |
| Motorbauart                                 | V8                       |
| Hubraum in cm³                              | 6746                     |
| max. Leistung in kW (PS) bei min−1          | 240 (340) bei 4600       |
| max. Drehmoment in Nm bei min−1             | 637 bei 2800             |
| Höchstgeschwindigkeit in km/h               | 180                      |
| Getriebe, serienmäßig                       | 3-Gang-Automatikgetriebe |
| Beschleunigung, 0–100 km/h in s             | 11,0                     |
| Kraftstoffverbrauch, kombiniert in l/100 km | 18,0–22,0 Benzin         |
| Tankinhalt                                  | k. A.                    |
| Preis, 1962                                 | 4875 US-Dollar           |
| Stückzahl (1)                               | 6646                     |

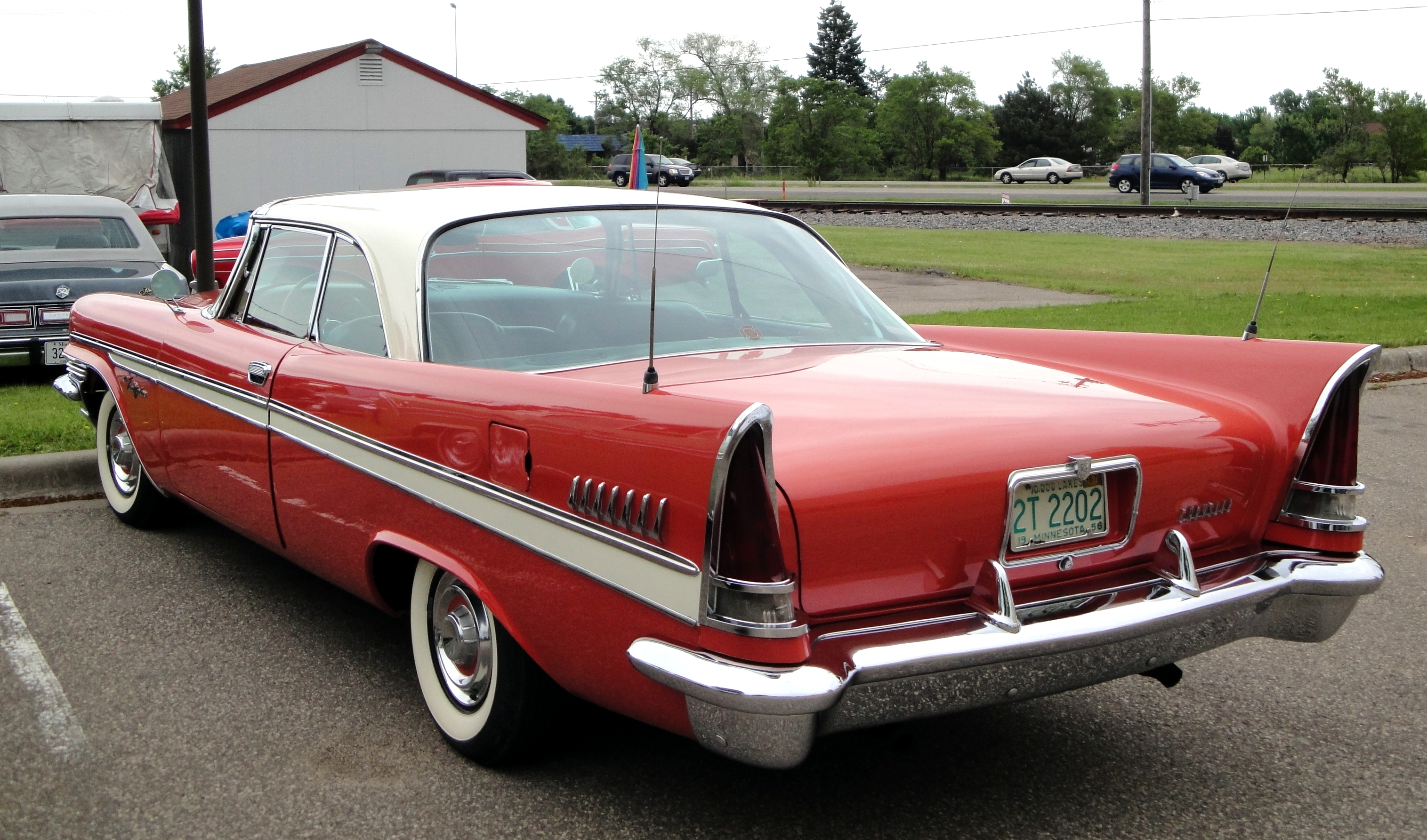
1957
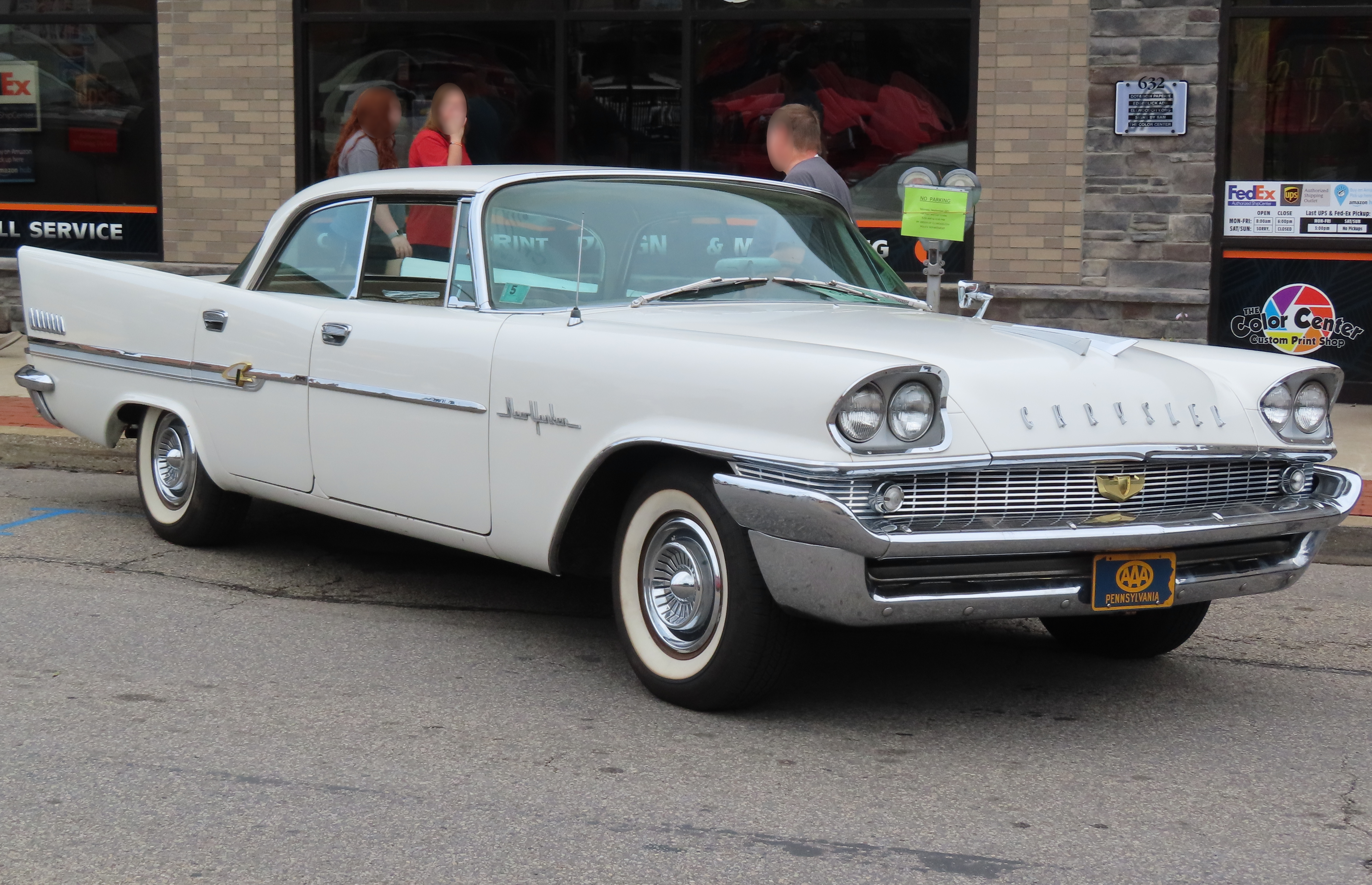
1958
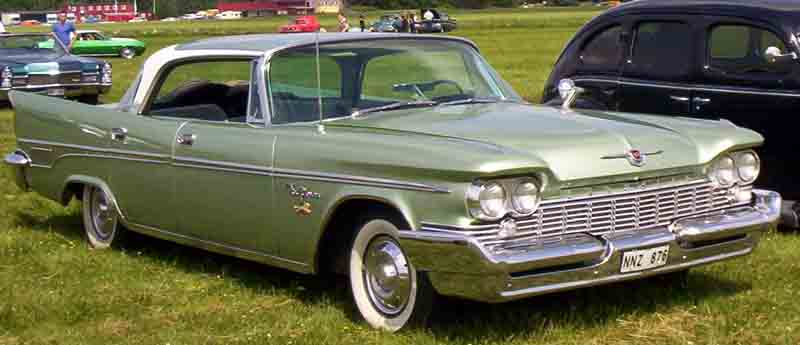
1959
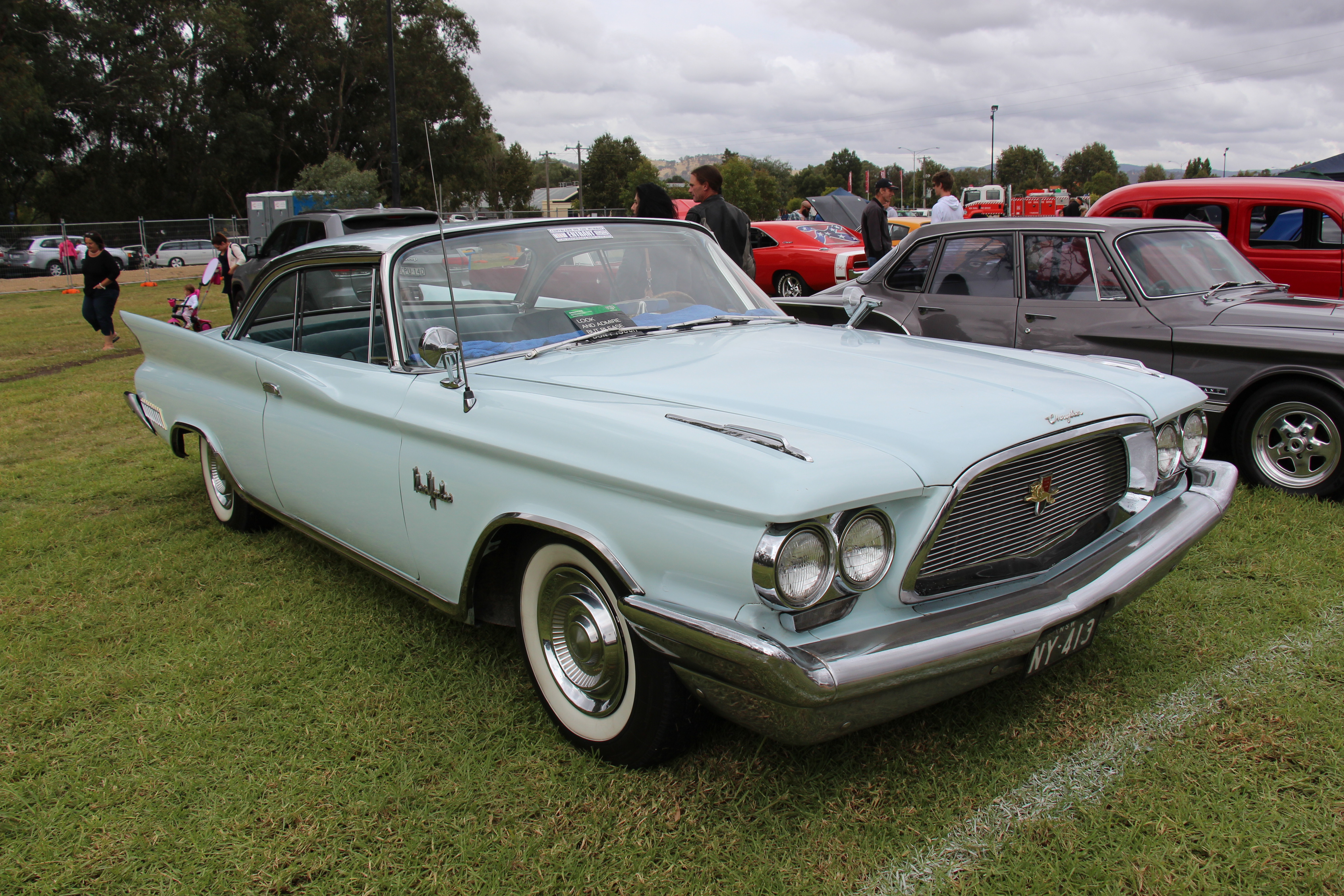
1960
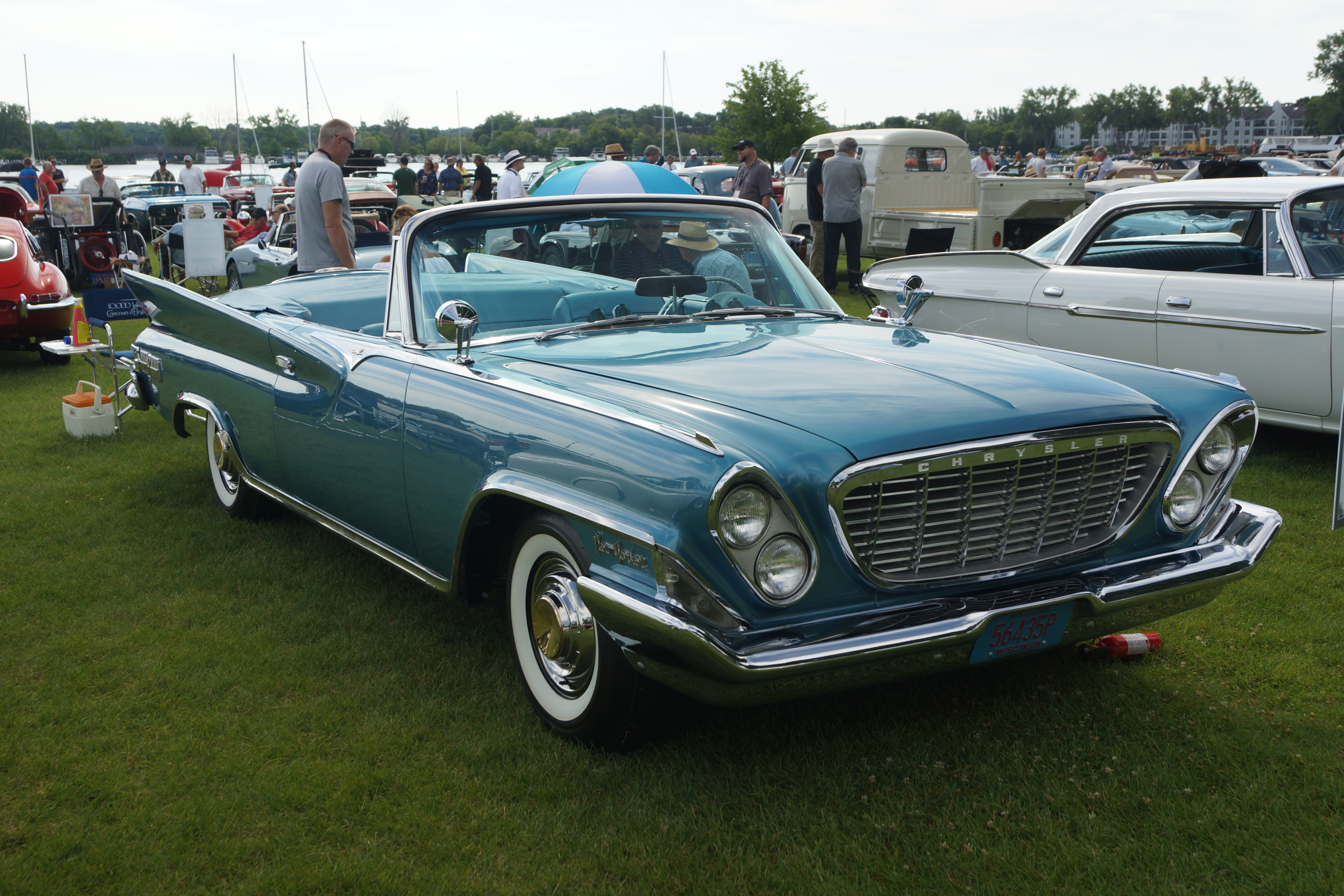
1961
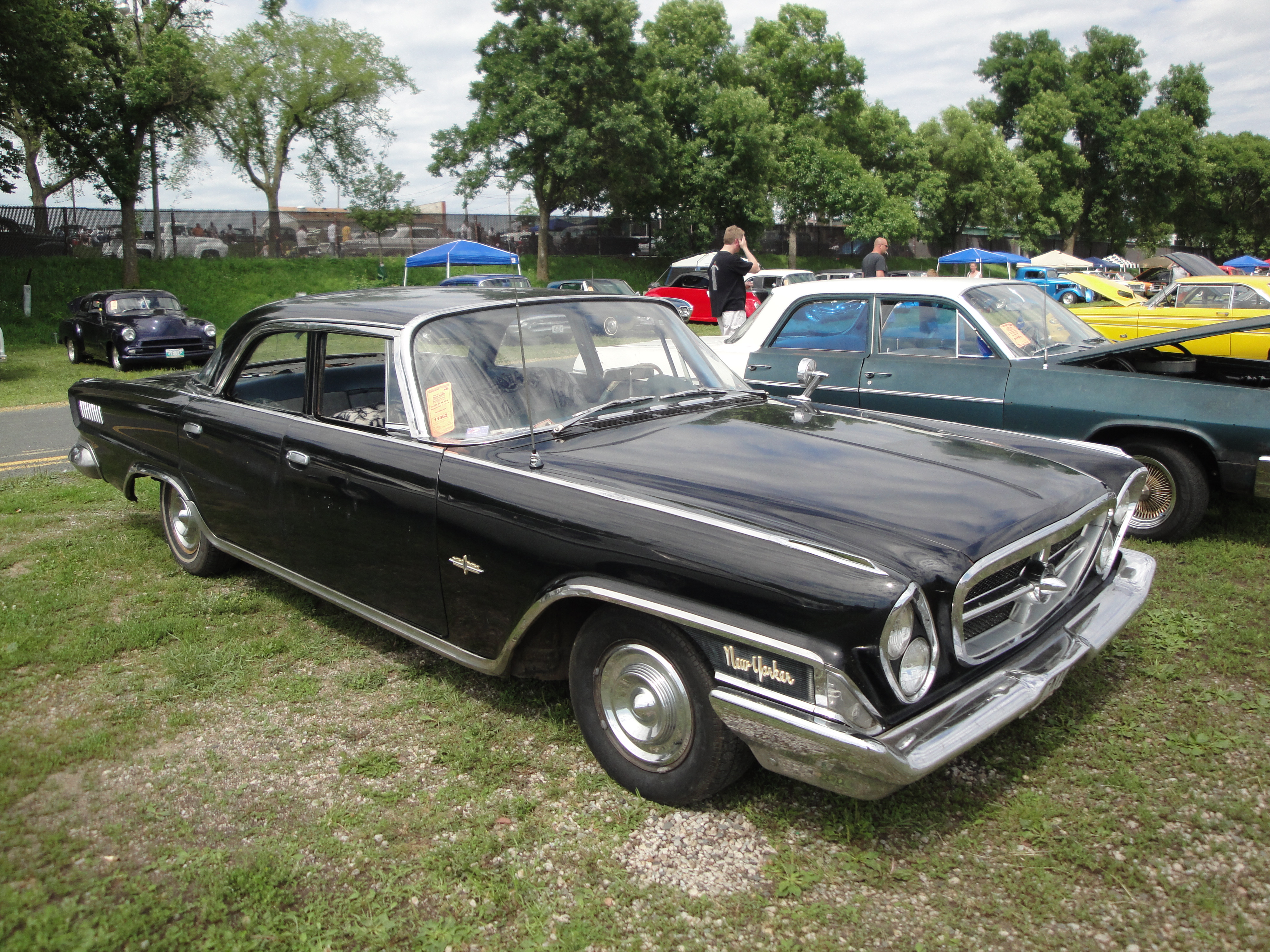
1962

## New Yorker, 1963–1964
Der New Yorker des Modelljahres 1963 wurde vollständig neu konstruiert.
Er besaß einen kürzeren Radstand von 3100 mm und eine vollständig neue Karosserie, die Elwood Engel, der Exner-Nachfolger, sehr kantig gestaltet hatte. Das Modell wurde nur als viertürige Limousine mit oder ohne B-Säule sowie als fünftüriger Kombi angeboten. Neu war die Version New Yorker Salon, eine Hardtop-Limousine mit gehobener Innenausstattung und einem Vinyldach. Der Motor für alle Modelle entstammte dem unmittelbaren Vorgänger.
1964 wurde die New Yorker-Reihe wieder durch ein zweitüriges Hardtop-Coupé ergänzt und der Kühlergrill überarbeitet.
Vom ersten „Engel“-New Yorker baute Chrysler in zwei Jahren 59.000 Exemplare.

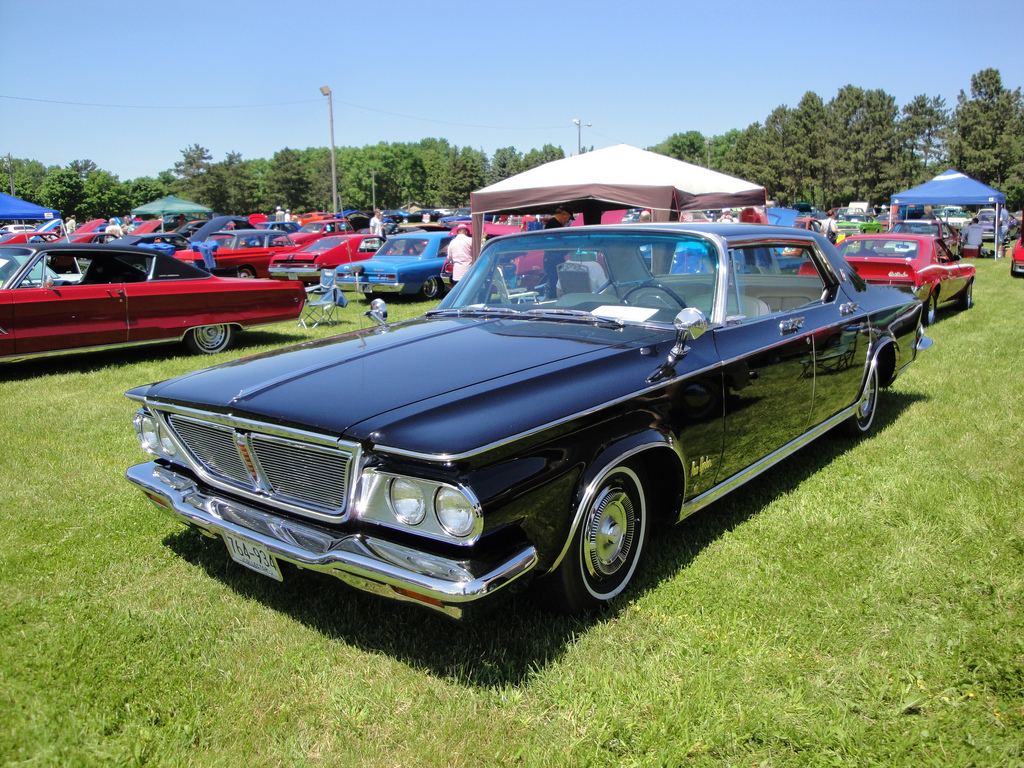
1964

## New Yorker, 1964–1968
Der nächste Modellwechsel fand im Herbst 1964 statt. Der Radstand wurde um 5 cm auf 315 cm verlängert. Die Karosserieform war von Elwood Engel vollständig neu und auch wieder sehr kantig gestaltet worden. Im Programm waren erneut ein Hardtop-Coupé, eine B-Säulen- und eine Hardtop-Limousine sowie ein Kombi, die Salon-Version entfiel. Die Motoren wurde unverändert vom Vorgänger übernommen. Über 200.000 Exemplare dieser Generation wurden in vier Jahren gebaut, vom 1966er Hardtop-Sedan beispielsweise waren es 37.622 Stück.
1966 entfiel der New Yorker Town & Country-Kombi. Den 6,8-Liter ersetzte ein neuer 7,2-Liter-V8-Motor, dessen Leistung mit 350 PS (257 kW) angegeben wurde. Dieser Motor (im amerikanischen Raum mit 440 cui angegeben) war ein Meilenstein der Muscle-Car-Ära und wurde in verschiedenen Modellen verbaut. Bekannt geworden ist der Motor besonders durch den Dodge Charger und Plymouth Roadrunner. 1968 gab es für den New Yorker den Standard-440-cui-Motor und den 440-cui-TNT-Performance-Motor zur Auswahl.
1967 erfolgten die üblichen Detailänderungen am Kühlergrill, an den Leuchten und beim Chromzierrat.
1968 wurde das Design des Kühlergrill erneut geändert und erhielt eine vorne spitz zulaufende V-Form.
Vom zweiten „Engel“-New-Yorker fertigte Chrysler in vier Jahren 185.000 Exemplare.

### Technische Daten (1968)
| Motor                                       | 440cui                   | 440cui TNT               |
| ------------------------------------------- | ------------------------ | ------------------------ |
| Motorbauart                                 | V8                       | V8                       |
| Hubraum in cm³                              | 7206                     | 7206                     |
| max. Leistung in kW (PS) bei min−1          | 261 (355)                | 279 (380)                |
| max. Drehmoment in Nm                       | 651                      | 651                      |
| Höchstgeschwindigkeit in km/h               | 202                      | 207                      |
| Getriebe, serienmäßig                       | 3-Gang-Automatikgetriebe | 3-Gang-Automatikgetriebe |
| Beschleunigung, 0–100 km/h in s             | 8,7                      | 7,1                      |
| Kraftstoffverbrauch, kombiniert in l/100 km | 21,7 Benzin              | 23,7 Benzin              |
| Tankinhalt in Liter                         | 91                       | 91                       |

## New Yorker, 1969–1973
Die sechste Nachkriegsgeneration des New Yorker wurde im Herbst 1968 als 1969er Modell mit deutlich rundlicherem, sogenanntem fuselage-(„Flugzeugrumpf“-)Design mit dem Radstand des Vorgängermodells präsentiert. Die massive vordere Stoßstange umrahmte einen eingezogenen Kühlergrill und Doppelscheinwerfer. Angeboten wurden weiterhin ein zweitüriges Hardtop-Coupé und eine viertürige Limousine mit oder ohne B-Säule. Der Kombi wurde bereits seit 1966 im Rahmen der preiswerteren Newport-Reihe (die Luxusversion ab 1967 als eigenständiges Modell Town & Country) vermarktet. Der 7,2-Liter-V8 wurde wiederum aus dem Vorgänger übernommen.
1970 erfolgten nur kleinere Änderungen bei der Ausstattung und im Hinblick auf Karosseriedetails.
1971 wurde die Leistung des 7,2-Liter-V8 von 261 auf 250 kW (335 SAE-Brutto-hp) reduziert.

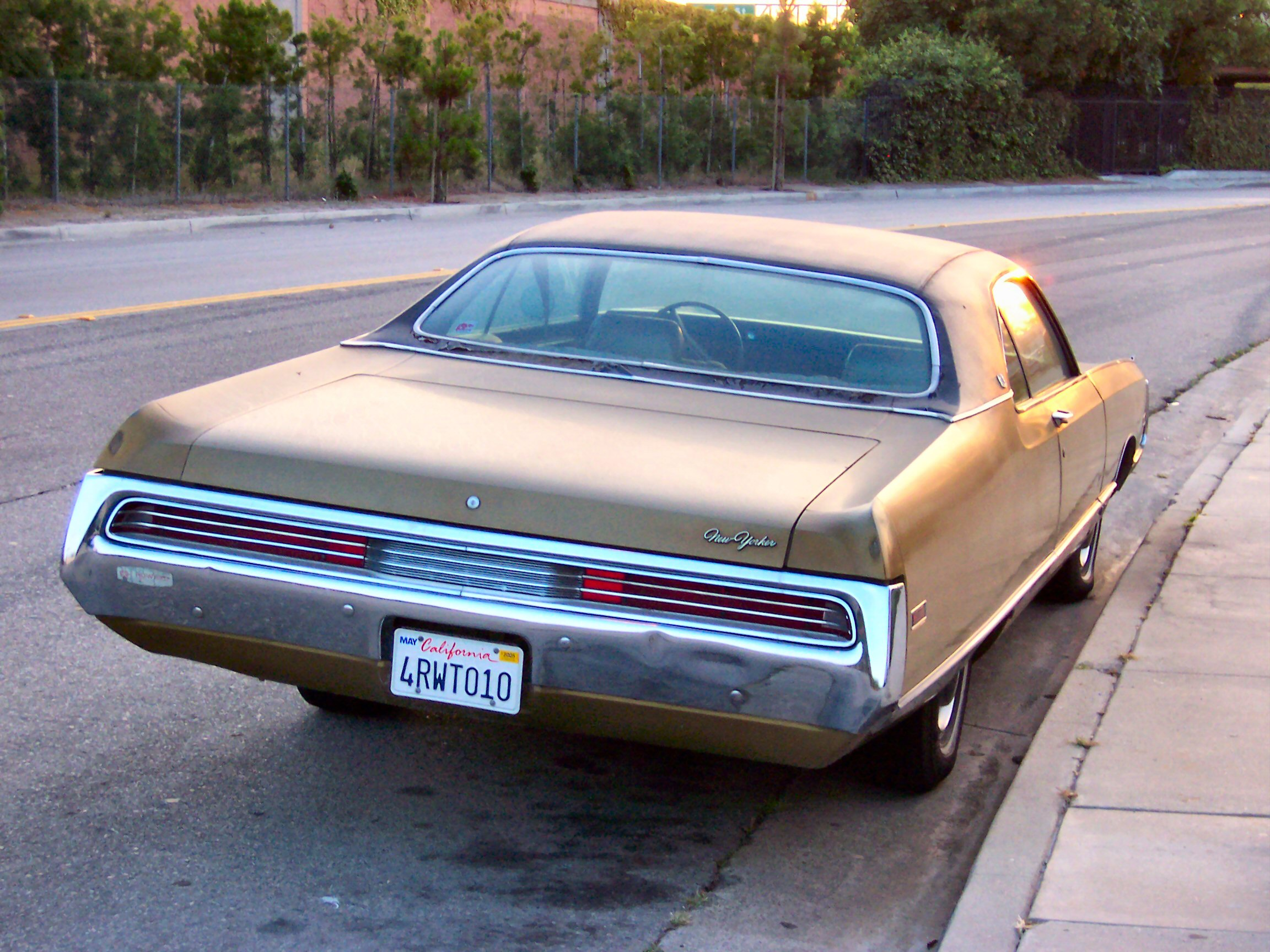
Chrysler New Yorker Coupé (1970)

Zum Modelljahr 1972 wurde zusätzlich zum New Yorker ein neues Spitzenmodell namens New Yorker Brougham eingeführt; bei allen diesen Modellen erhielt der Kühlergrill einen schmalen, senkrecht stehenden Mittelsteg. Die Karosserieflanken waren nun etwas bauchiger geformt. Das Heck wurde ebenfalls neu gestylt und die Stoßstange befand sich nun etwas weiter unten. Nach der Umstellung der Leistungsangaben auf die SAE-Netto-Norm wurde der 7,2-Liter mit 170 kW oder mit Doppelauspuff mit 185 kW (248 SAE-hp) im Katalog geführt.
1973 erfuhr der Vorderbau des New Yorker ein erneutes Facelift; die umlaufende Frontstoßstange wurde durch eine konventionelle Stoßstange mit zwei zusätzlich aufgesetzten Gummipuffern ersetzt (die den neu erlassenen Sicherheitsbestimmungen entsprach), der zwischen den Doppelscheinwerfern sitzenden Kühlergrill in der Höhe vergrößert. Die Leistung des 7,2-Liter-V8 wurde auf 163 kW (218 SAE-hp) reduziert, die Variante mit Doppelauspuff wurde eingestellt.

## New Yorker, 1974–1978
Zum Modelljahr 1974 präsentierte Chrysler neue Full-Size-Modelle mit selbsttragender Karosserie. Die schweren, unökonomischen Autos gehörten zu den größten PKW ihrer Zeit und werden in der Literatur als die „letzten Mastodonten“ bezeichnet. Sie kamen unmittelbar vor Beginn der ersten Ölpreiskrise auf den Markt und verkauften sich angesichts zunehmend höherer Treibstoffpreise zeitweise nur schlecht. Sie blieben bis 1978 im Programm.
Technische Basis war weiterhin die bereits 1962 eingeführte C-Plattform, die nur geringfügig verändert wurde. Die New Yorker wurden ausschließlich mit Achtzylinder-V-Motoren angeboten. Im ersten Modelljahr war nur der 7206 cm³ (440 cui) große Big-Block-Motor aus der B-Serie in zwei Leistungsstufen erhältlich; ab 1975 gab es außerdem eine etwas kleinere Variante dieses Motors mit 6551 cm³ (400 cui). Sie war bis 1976 nur wahlweise erhältlich, 1977 und 1978 war sie die Standardmotorisierung. Im letzten Modelljahr konnten die Käufer außerdem eine 5898 cm³ (360 cui) große Variante des Small-Block-Motors aus Chryslers LA-Reihe bestellen. Die Leistungsdaten der Motoren variieren in den einzelnen Modelljahren in Abhängigkeit von strenger werdenden Emissionsschutz- und Verbrauchsbestimmungen. Zum Modelljahr 1976 rüstete Chrysler den 6,6 Liter (400 cui) großen Achtzylinder als Magermotor (Lean Burn Engine) mit computergesteuerter Zündung aus; ab 1977 wurde das System bei allen Achtzylindermotoren eingesetzt. Es erwies sich aufgrund eines Konstruktionsfehlers als defektanfällig.
Die Karosserie war neu gestaltet.  Die Rohkarosserie ist mit der der übrigen C-Body-Modelle identisch. Details bei den äußeren Blechen, die Dachlinie sowie die Front- und Heckmasken sind jeweils eigenständig. Zur New-Yorker-Reihe gehörten Hardtop-Coupés und -Limousinen ohne B-Säule, 1974 und 1975 gab es außerdem eine Limousine mit Mittelpfosten (Sedan). Im Design unterscheiden sich die Modelljahre 1974 bis 1975 und 1976 bis 1978 grundlegend voneinander. In den Modelljahren 1974 und 1975 sind vorn zwei Doppelscheinwerfer installiert, die offen sichtbar und von einem verchromten Rechteck eingerahmt sind. In der Mitte befindet sich eine verchromte Kühlermaske. Die Rückleuchten der Modelljahre 1974 und 1975 sind waagerecht oberhalb des Stoßfängers angeordnet und reichen über die gesamte Fahrzeugbreite. Zum Beginn des Modelljahrs 1976 kam es im Chrysler-Konzern an mehreren Stellen zu Badge Shifting, d. h. zum Verschieben etablierter Modellbezeichnungen auf andere, ursprünglich anders bezeichnete Fahrzeuge. Auch die Kernmarke Chrysler war davon betroffen. Einer der Auslöser war die Einstellung der Marke Imperial mit Ablauf des Modelljahrs 1975. Im Zuge dieser Veränderungen wurde das Auto, das bislang als Imperial LeBaron verkauft worden war, ab 1976 zum Chrysler New Yorker, der nur noch als Brougham erhältlich war. Der bisherige Chrysler New Yorker wurde zum Chrysler Newport Custom, während der bisherige Newport Custom zum einfachen Newport wurde. Ab 1976 hat der Chrysler New Yorker – wie der bisherige Imperial LeBaron – vordere Scheinwerfer, die im Ruhezustand hinter einer in Wagenfarbe lackierten Klappe verborgen sind. Dazwischen befindet sich eine aus Zink gefertigte Kühlermaske im Wasserfall-Design (Waterfall Grill). Hinten sind senkrecht stehende, schmale Rückleuchten installiert. Gegen Aufpreis war schließlich eine St. Regis Option genannte besondere Dachgestaltung des Coupé erhältlich. Der New Yorker St. Regis hat – im Gegensatz zum regulären Hardtop Coupé – eine feststehende B-Säule.
Der New Yorker dieser Generation war fünf Jahre lang im Programm und damit länger als alle bisherigen Generationen. In fünf Jahren entstanden fast 216.000 New Yorker. Das erfolgreichste Modelljahr war 1977: In diesem Jahr entstanden mehr als 76.000 Autos.

## New Yorker, 1979–1981
Zum Modelljahr 1979 wurden vollständig neue große Chryslermodelle auf Basis der sogenannten R-Plattform präsentiert. Die Fahrzeuge besaßen Hinterradantrieb, waren gegenüber ihren Vorgängern gut 30 cm kürzer und 400 Kilogramm leichter. Auf dem Automobilmarkt wurden sie jedoch schlecht aufgenommen, da ihr Erscheinen zeitlich mit der sogenannten Zweiten Ölkrise im Jahr 1979 zusammenfiel. Angeboten wurden wiederum der Newport als Basismodell und das nun wieder schlicht New Yorker genannte Spitzenmodell; einen Kombi gab es seit 1978 nicht mehr, nachdem die Bezeichnung Town & Country auf die Kombiversion des Chrysler LeBaron übergegangen war. Weitgehend baugleich waren die Schwestermodelle Dodge St. Regis und Plymouth Gran Fury.
Das neue New Yorker-Modell wurde nur noch als viertürige Limousine. Zahlreiche Stylingmerkmale, wie der Kühlergrill und die Klappscheinwerfer, wurden vom Vorgänger übernommen. Serienmäßig war ein Landau-Halbvinyldach, das auch die kleinen Seitenscheiben vor der C-Säule einfasste.
Im Gegensatz zu den preiswerteren Schwestermodellen war der New Yorker ausschließlich mit Achtzylinder-V-Motoren aus der LA-Reihe (Small Block) erhältlich; den Slant Six genannten Reihensechszylindermotor mit 3,7 Liter Hubraum, der bei allen anderen R-Body-Modellen zumindest als Wunschmotorisierung im Programm stand, gab es im New Yorker nicht. Im gesamten Produktionszeitraum war im New Yorker eine Small-Block-Variante mit 5210 cm³ (318 cui) Hubraum erhältlich, 1979 und 1980 daneben auch eine größere Ausführung mit 5898 cm³ (360 cui) Hubraum. Im ersten Modelljahr war der 5,9-Liter-Motor das Standardtriebwerk, 1980 und 1981 dagegen wurden die New Yorker serienmäßig mit dem kleineren Motor ausgeliefert. Die Leistungsdaten variieren in den einzelnen Modelljahren in Abhängigkeit von strenger werdenden Emissionsschutz- und Verbrauchsbestimmungen.
1980 wurden die Motorleistungen wurden auf 91 bzw. 98 kW reduziert. 1981 erhielt der New Yorker ein geändertes Kühlergrilldesign. Die Fifth Avenue-Ausstattung war weiterhin lieferbar. Der 5,9-Liter-Motor stand nicht mehr im Programm.
Eine besonders hochwertig ausgestattete Variante des großen Chrysler war der New Yorker Fifth Avenue. Technisch gab es keine Unterschiede zu dem regulären New Yorker; die Besonderheiten der Fifth Avenue Edition beschränkten sich auf äußere und innere Dekordetails. Ein eigenständiges Merkmal der Fifth Avenue Edition sind imitierte seitliche Entlüftungsöffnungen in den vorderen Kotflügeln. Hinzu kommen speziell geformte Chrysler-Embleme und im Innenraum dickere Teppiche und speziell geätzte Gläser im Fond. Die Fifth-Avenue-Versionen hatten besondere Lackierungen, zumeist im Zweifarbmuster.
Von dieser New Yorker-Modellreihe wurden etwa 73.500 Exemplare produziert.

## New Yorker, 1982–1983
Der New Yorker des Modelljahres 1982 wurde erneut verkleinert präsentiert. Es handelte sich dabei um eine viertürige Limousine auf der M-Plattform, die technisch und formal weitestgehend dem im Sommer 1981 eingestellten Chrysler LeBaron mit Hinterradantrieb entsprach. Parallelmodelle zu diesem Modell waren der Dodge Diplomat und der Plymouth Gran Fury.
In stilistischer Hinsicht war das Auto gegenüber dem LeBaron leicht überarbeitet worden. Besonderes Merkmal war ein Vinylbezug des hinteren Dachteils, der auch die Dreiecksfenster der Hecktüren mit einschloss. Dieses Design war bereits im Modelljahr 1980 für ein Sondermodell des LeBaron, der LeBaron Fifth Avenue Edition, verwendet.
Angetrieben wurde der New Yorker wahlweise von einem 3,7 Liter großen Reihensechszylinder oder einem Achtzylindermotor mit 5,2 Litern Hubraum, jeweils in Verbindung mit der TorqueFlite-Dreigangautomatik. Zur Serienausstattung gehörten unter anderem eine Klimaanlage, Servolenkung, Bremskraftverstärker, ein Radio und Halogenscheinwerfer.
Für den Mehrpreis von 1647 Dollar war erneut eine Fifth Avenue Edition mit dem V8, Velours- oder Ledersitzbezügen, Mittelkonsole, elektrischer Sitzverstellung, Fensterhebern, Zentralverriegelung und Kofferraum-Fernentriegelung erhältlich.
Für das Modelljahr 1983 erschien ein Nachfolger des New Yorker, der auf einer verlängerten Ausführung der K-Plattform basierte und mit Frontantrieb ausgestattet war. Parallel zu diesem neuen New Yorker wurde das bisherige Heckantriebsfahrzeug 1983 unter der Bezeichnung New Yorker Fifth Avenue Edition weiterhin angeboten. Ab 1984 wurde dieses Modell unter der Bezeichnung Chrysler Fifth Avenue fortgeführt.

## New Yorker, 1983–1988
Zum Modelljahr 1983 präsentierte Chrysler einen gänzlich neuen New Yorker, der auf der frontgetriebenen E-Plattform basierte und mit den K-Cars verwandt war.
Beim neuen New Yorker handelte es sich um eine Luxusversion der gleichzeitig eingeführten Chrysler E Class; verwandte Modelle waren der Dodge 600 und der Plymouth Caravelle, ferner mit kürzerem Radstand der frontangetriebene Chrysler LeBaron.
Als Antrieb standen im New Yorker zunächst der 2,2-Liter-Reihenvierzylinder von Chrysler oder der von Mitsubishi zugelieferte 2,6-Liter-Reihenvierzylinder mit Ausgleichswellen zur Wahl. Serienmäßig für alle Modellen war die TorqueFlite-Dreigangautomatik. Vom E Class unterschied sich der New Yorker durch eine bessere Ausstattung, zusätzliche Chromelemente und ein Vinyldach, das auch das dritte Seitenfenster vor der C-Säule einfasste.
1984 wurde die Leistung der Motoren geringfügig erhöht, zusätzlich wurde die Turbovariante des 2,2-Liters ins Programm genommen.
Nach dem Wegfall der E Class im Modelljahr 1985 blieb der New Yorker weitgehend unverändert im Programm. Neu waren lediglich einige Farblackierungen sowie eine Konsole im Dachhimmel und hintere Kopfstützen. Die Leistung des Turbomotors wurde von 142 auf 148 PS gesteigert.
1986 wurde die Heckpartie umgestaltet und sowohl der 2,2-Liter-Vierzylinder ohne Turbolader wie auch der 2,6-Liter durch einen 2,5-Liter-Reihenvierzylinder ersetzt.
1987 blieb der New Yorker ohne größeren Änderungen.
Zum Modelljahr 1988 wurde der Nachfolger eingeführt (siehe unten); ein paar Monate lang blieb das alte Modell unter der Bezeichnung New Yorker Turbo ausschließlich in der turbogeladenen Motorversion im Programm.
Von der ersten New-Yorker-Modellreihe mit Frontantrieb produzierte Chrysler insgesamt etwa 283.000 Exemplare.

## New Yorker, 1988–1993
Zum Modelljahr 1988 erschien ein neuer New Yorker auf der Basis der neu entwickelten C-Plattform mit Frontantrieb. Die C-Plattform war eine verlängerte und in Details überarbeitete Version des K-Body. Diese New-Yorker-Generation hatte bei der Schwestermarke Dodge ein (stilistisch leicht abgewandeltes) Parallelmodell, das als Dynasty verkauft wurde. Eine Plymouth-Variante gab es hingegen nicht.
Ab 1988 war der New Yorker nur noch als viertürige Stufenhecklimousine erhältlich; Coupé-, Cabriolet- und Kombiversionen gab es nicht mehr. Das Design war betont kantig. Es wurde bereits während der Produktionszeit als „erzkonservativ“ oder „anachronistisch“ Auffälliges Designmerkmal ist die nahezu senkrecht stehende C-Säule, deren Gestaltung sich an den 1985 eingeführten großen C-Body-Modellen von General Motors orientiert. An der Frontpartie sind Doppelscheinwerfer installiert, die sich hinter einer in Wagenfarbe lackierten, elektrisch herunterklappbaren Abdeckung befinden. Die Heckpartie trägt schmale, senkrecht angeordnete Rückleuchten. Diese Gestaltung imitiert das Heckdesign des Cadillac Eldorado in der ab 1986 verkauften Form. Zum Modelljahr 1992 wurden die Front- und die Heckpartie im Rahmen eines Facelifts geringfügig runder gestaltet.
Als Antrieb diente im Regelfall ein vorn quer eingebauter, 3,3 Liter (3301 cm³, 201,4 cui) großer V6-Motor von Chrysler (Baureihe EGAV6) mit 112 kW (152 PS); in den Modelljahren 1988 und 1989 war außerdem ein 3,0 Liter (3000,5 cm³, 183 cui) großer V6-Motor von Mitsubishi (Baureihe 6G72) mit 101 kW (138 PS) erhältlich. Vierzylindermotoren gab es – anders als beim unmittelbaren Vorgänger und auch anders als beim Dodge Dynasty – nicht. Die Kraftübertragung übernahm serienmäßig ein Automatikgetriebe. Das Fahrwerk wurde ohne wesentliche Veränderungen vom Vorgänger übernommen und entspricht damit dem gängigen Muster aller K-Cars von Chrysler: Vorn sind die Räder einzeln aufgehängt, hinten haben die Autos eine Torsionskurbelachse.
Von 1988 bis 1990 gab es neben dem Basismodell, das als New Yorker ohne Zusatzbezeichnung vermarktet wurde, den höherwertig ausgestatteten New Yorker Landau, der sich vom einfachen New Yorker durch eine mit Vinyl bezogene C-Säule unterscheidet. Sie fasst auch das Heckfenster ein und sollte an die Karosseriebauform des Landauers erinnern. Der Landau wurde mit Ablauf des Modelljahrs 1990 eingestellt.
Zum Modelljahr 1990 erschien der New Yorker Salon, der in diesem Jahr das neue Einstiegsmodell war. Der Salon entsprach technisch und stilistisch dem Dodge Dynasty, hatte also keine verdeckten, sondern frei stehende Breitbandscheinwerfer, waagerechte Rückleuchten und eine Kühlermaske, die dem Dodge entsprach. Zum Modelljahr 1991 übernahm der New Yorker Salon die Karosserie des bisherigen Landau, hatte aber serienmäßig keine vinylbezogene C-Säule.
1991 erschienen als der New Yorker Fifth Avenue und der Imperial, die verlängerte und luxuriös ausgestattete Varianten des New Yorker waren. Sie waren die teuersten und größten PKWs des Chrysler-Konzerns und hatten keine Parallelmodelle bei Dodge und Plymouth.

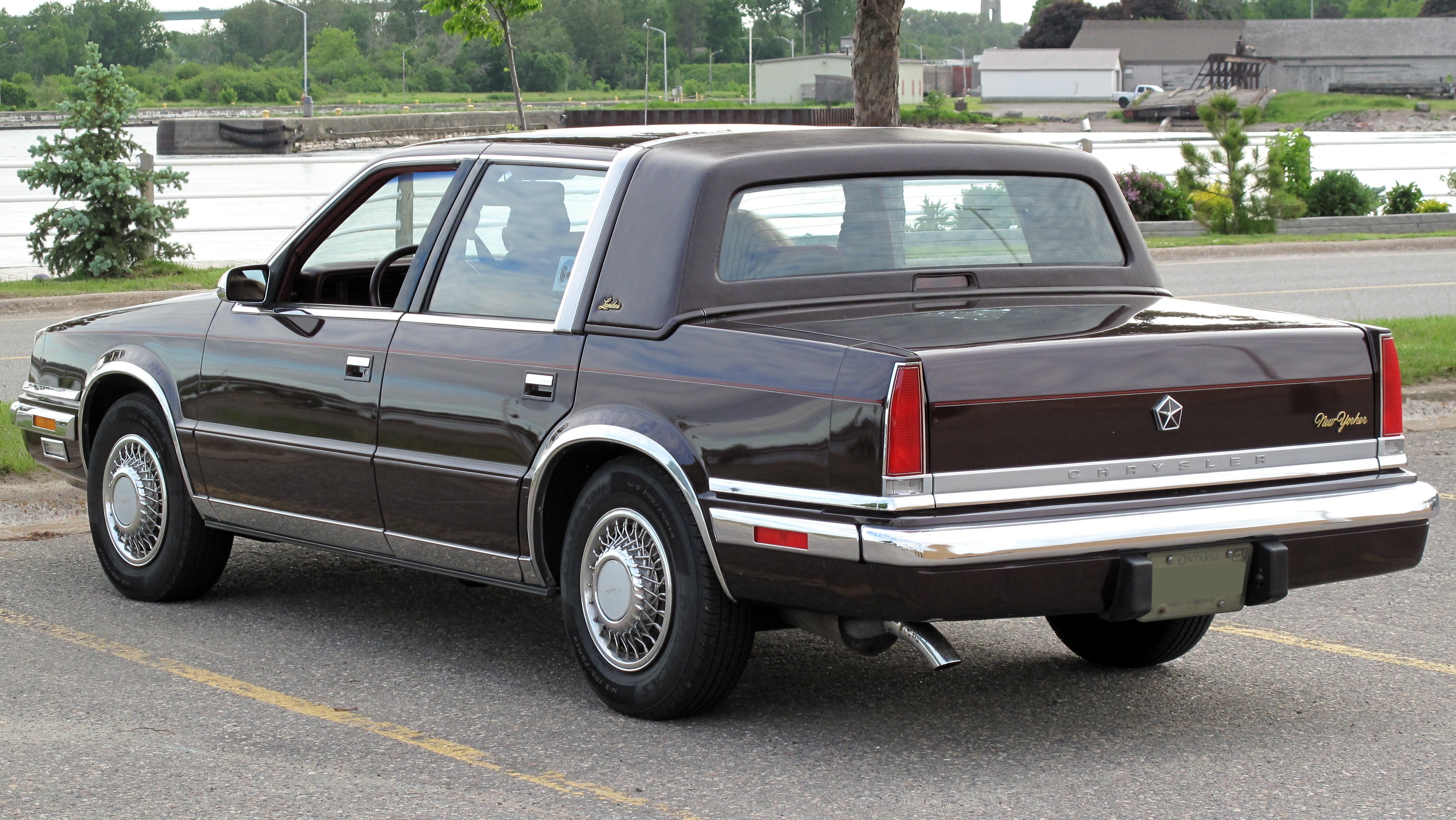
Heckansicht des Landau (1988–1990)
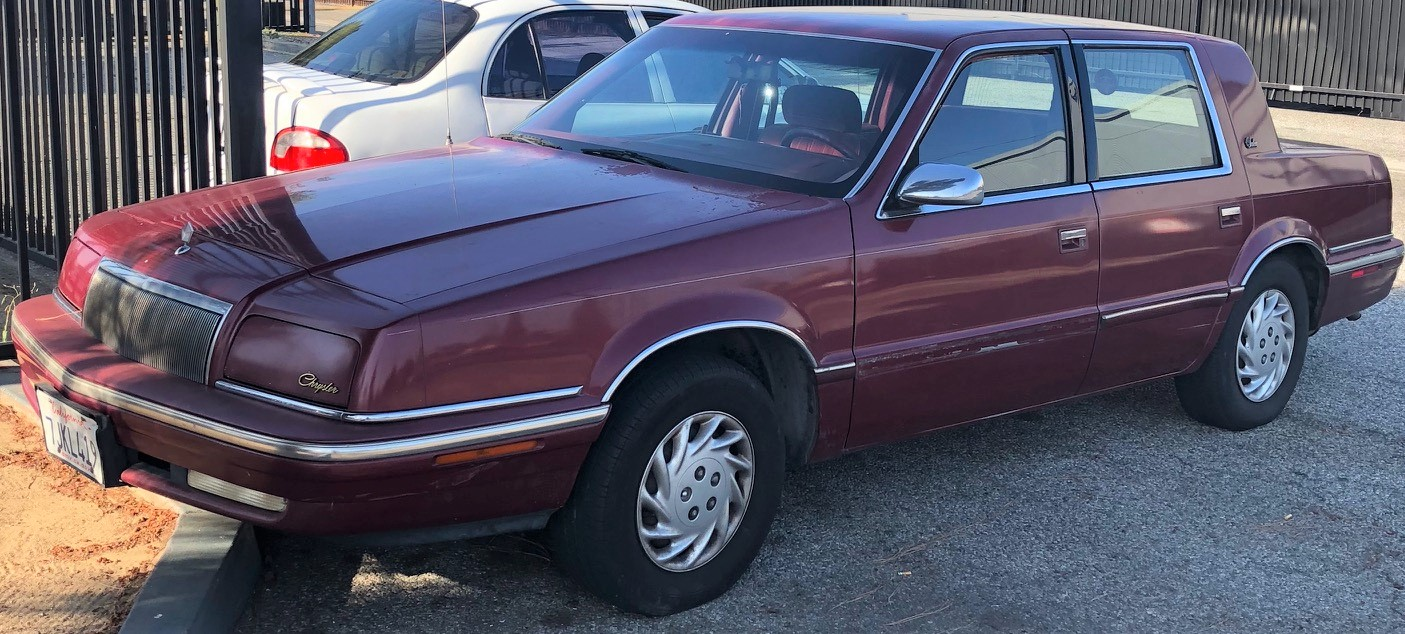
New Yorker Salon nach dem Facelift (1992–1993)
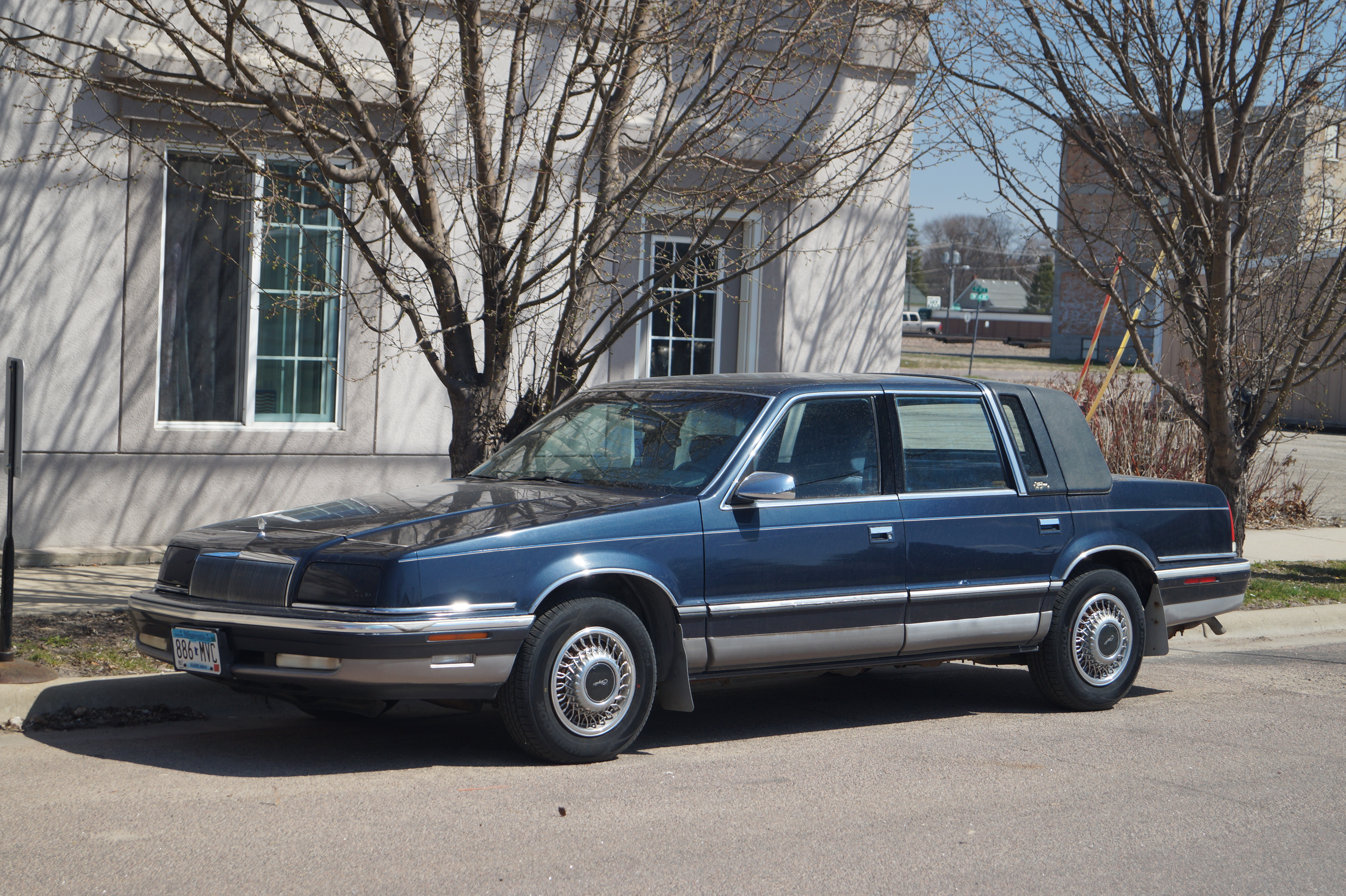
Verlängerte Luxusvariante New Yorker Fifth Avenue (1991–1993)

## New Yorker, 1993–1996
Vorgestellt wurde dieser neue New Yorker auf der North American International Auto Show (NAIAS) 1993 im und kam im Mai 1993 auf dem Markt. Das Design folgte erstmals der von Chrysler propagierten Cab-Forward-Philosophie und wies einen langen Radstand, verhältnismäßig kurze Überhänge und eine weit nach vorne reichende Passagierkabine mit einer entsprechend kurzen Motorhaube auf. Diese Generation wurde auch offiziell in Europa verkauft.
Der Chrysler New Yorker des Modelljahres 1994 basierte auf der LH-Plattform des Chrysler-Konzerns und war somit eng verwandt mit den Modellen Chrysler Concorde, Chrysler LHS, Dodge Intrepid und Eagle Vision. Eine Plymouth-Variante gab es nicht.
Hergestellt wurde er ab Februar 1993 im Chrysler-Werk Bramalea in Kanada.
Angetrieben wurde der New Yorker ausschließlich von einem 3,5-Liter-V6-Motor mit 24 Ventilen, und einer maximalen Leistung von 160 kW (214 hp), die in Verbindung mit einem Viergang-Automatikgetriebe auf die Vorderräder übertragen wird. Der New Yorker war zwischen dem Topmodell LHS und dem Basismodell der LH-Serie Chrysler Concorde angesiedelt.
1995 wurde das Automatikgetriebe im Hinblick auf weichere Schaltvorgänge überarbeitet.
Wegen der stark nachgelassenen Nachfrage stellte Chrysler die New-Yorker-Produktion im Sommer 1996 ein. Der baugleiche LHS und der etwas kleinere Concorde bekamen ein größeres Facelift und wurden noch für einige Jahre angeboten.

Bis dahin waren vom New Yorker auf der LH-Plattfom ca. 61.000 Exemplare produziert worden.

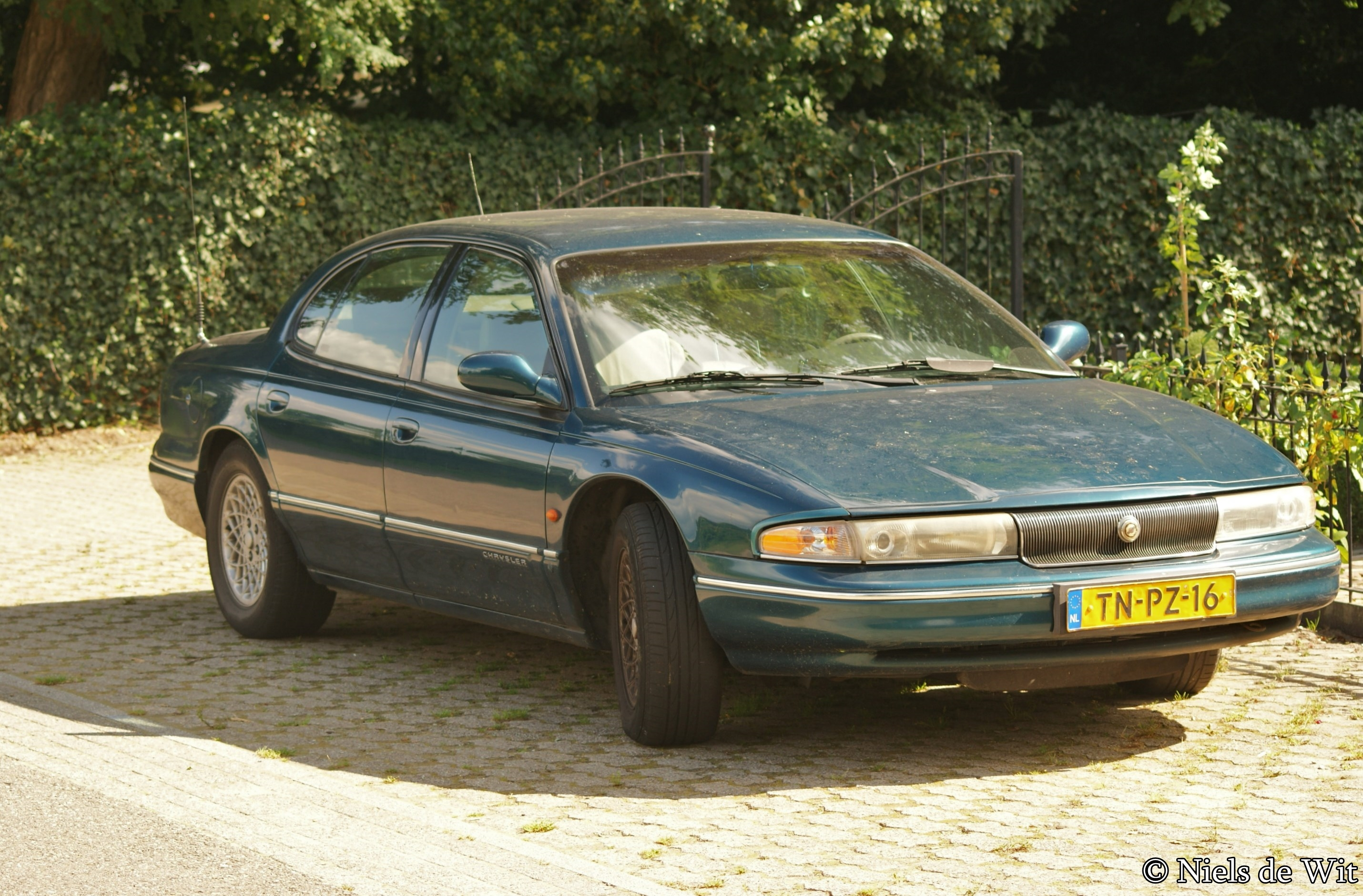
EU-Modell
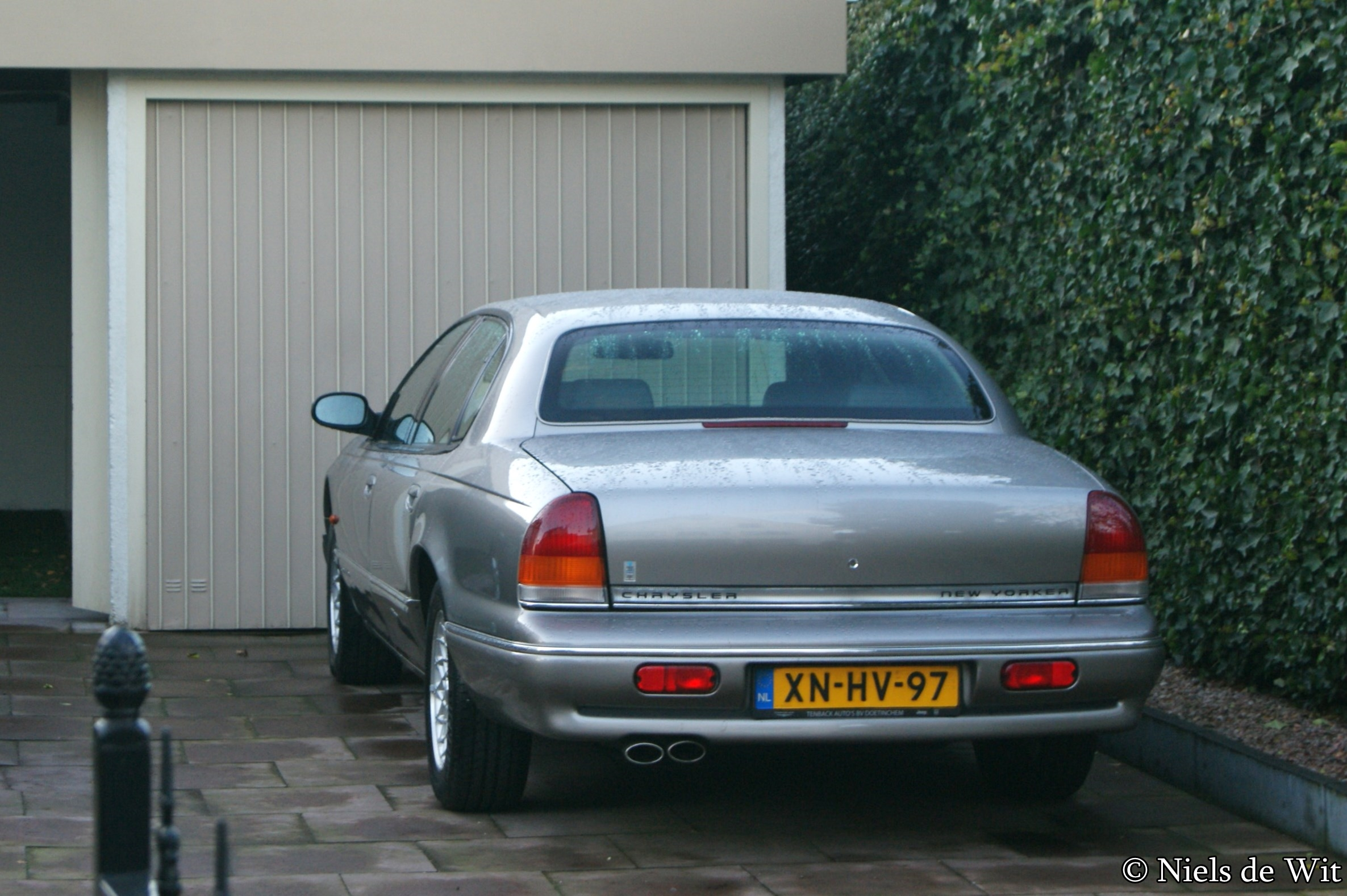
Heckansicht

### Statistik
Nach dem Abschlussbericht des Bundesamtes für Wirtschaft und Ausfuhrkontrolle wurden 5 Chrysler New Yorker zugunsten der Umweltprämie zwischen dem 27. Januar 2009 und dem 31. Juli 2010 verschrottet.
Zum Stichtag 1. Januar 2025 waren laut Kraftfahrtbundesamt in Deutschland noch 18 Chrysler New Yorker dieser Generation angemeldet.

### Technische Daten (1995)
| Modell                                      | 3.5                        |
| ------------------------------------------- | -------------------------- |
| Motorart                                    | Ottomotor                  |
| Motorbauart                                 | V6                         |
| Hubraum in cm³                              | 3518                       |
| max. Leistung in kW (PS) bei min−1          | 155 (211) bei 5850         |
| max. Drehmoment in Nm bei min−1             | 302 bei 3350               |
| Höchstgeschwindigkeit in km/h               | 200                        |
| Getriebe, serienmäßig                       | 4-Stufen-Automatikgetriebe |
| Beschleunigung, 0–100 km/h in s             | 10,5                       |
| Kraftstoffverbrauch, kombiniert in l/100 km | 12,9 S                     |
| Tankinhalt in Liter                         | 68                         |
| Reifen                                      | 225/60 R16                 |
| Räder in Zoll                               | 7JJ × 16                   |